# 롬바르디아 요리

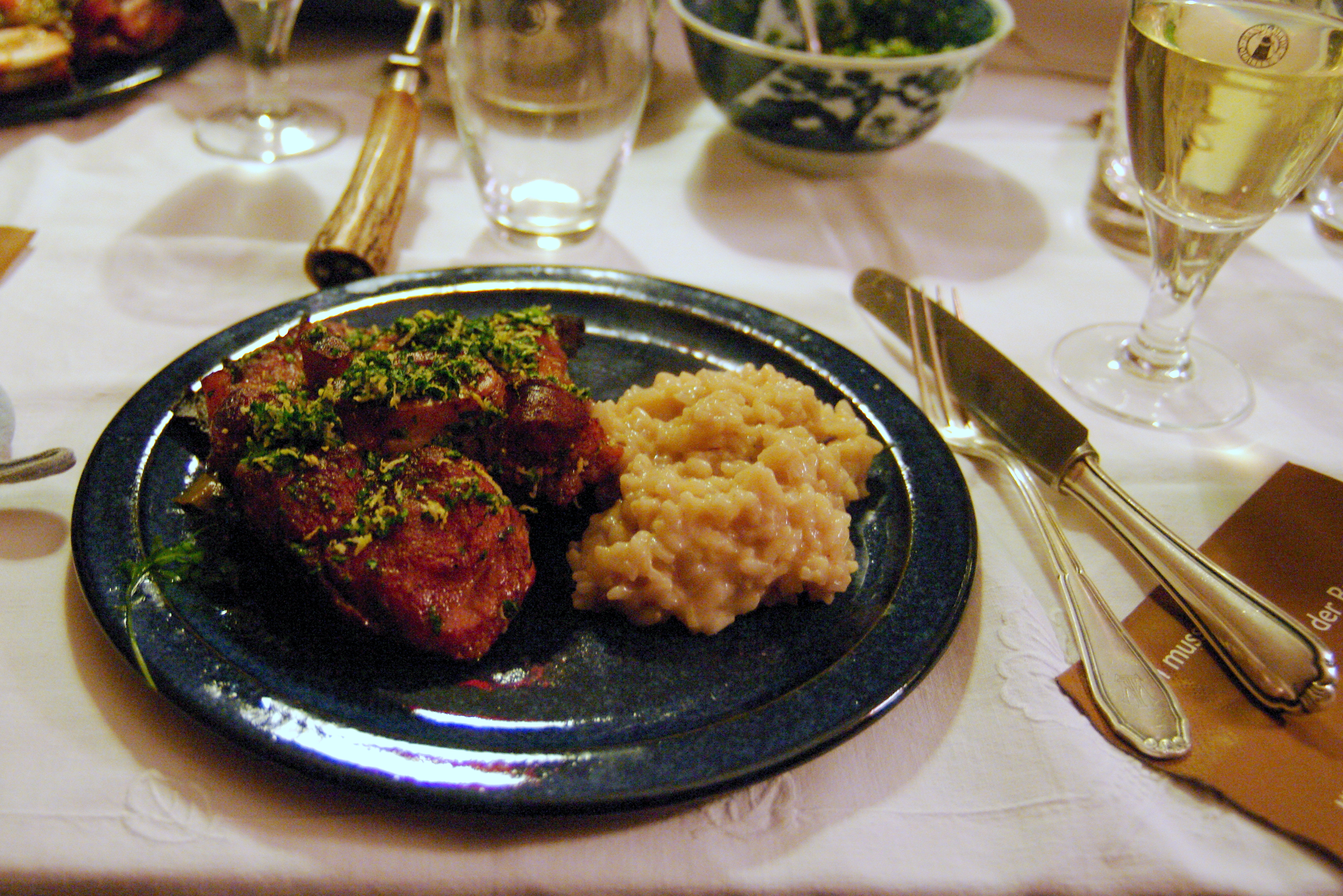
오소부코와 리소토 알라 밀라네세

롬바르디아 요리는 롬바르디아주 이탈리아 지역의 요리 전통과 관습으로 구성된다. 지방의 역사적 사건과 다양한 지역으로 인해 다양한 요리 전통이 생겨났다. 롬바르디아 요리의 첫 번째 코스는 리소토부터 수프, 속을 채운 파스타(맑은국에 넣거나 넣지 않거나)까지 다양하며, 롬바르디아의 많은 호수와 강 때문에 다양한 육류 또는 생선 요리를 선택할 수 있다.
다양한 롬바르디아 지방의 요리는 다음과 같은 공통된 특징을 가지고 있다: 건조 파스타보다 쌀과 속을 채운 파스타의 유행, 요리에 버터와 올리브유 모두 사용, 장시간 조리되는 요리, 그리고 돼지고기, 우유 및 유제품, 달걀 기반 요리의 광범위한 사용, 그리고 북부 이탈리아 전역에 공통적인 폴렌타의 소비.

## 개요

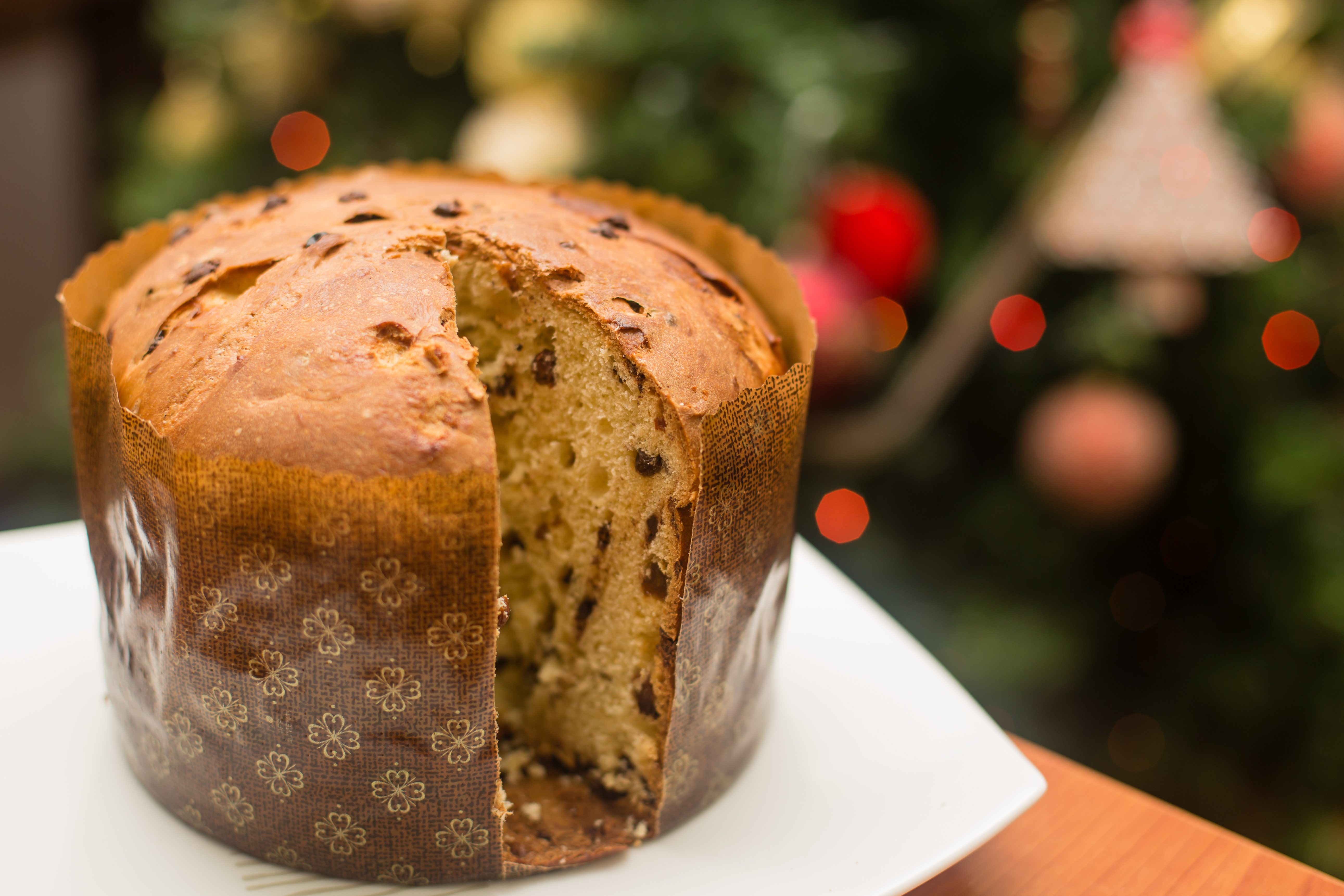
파네토네는 롬바르디아식 과일 케이크로, 서유럽, 남유럽, 동남유럽은 물론 남아메리카, 에리트레아, 오스트레일리아, 미국, 캐나다에서 크리스마스와 새해에 즐겨 먹는다..

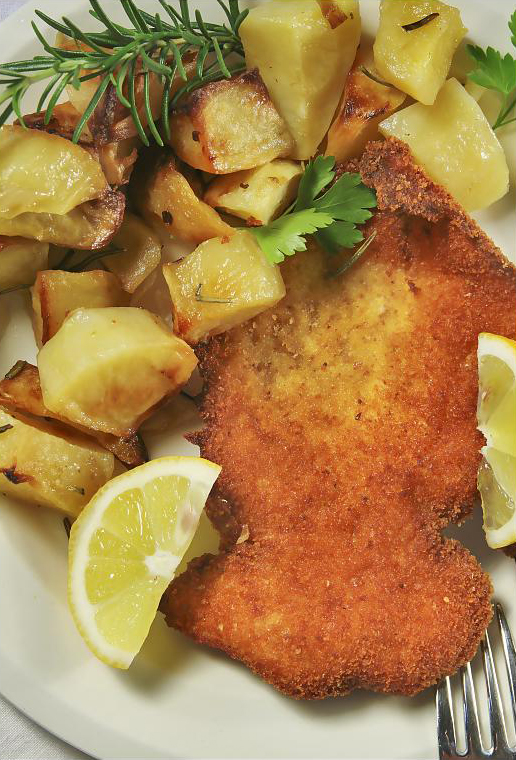
코톨레타 알라 밀라네세

롬바르디아 요리는 각 지방의 다양한 역사적 사건과 지역의 다양성으로 인해 매우 다채로운 요리 전통을 가지고 있다. 롬바르디아 요리의 첫 번째 코스는 리소토부터 수프, 속을 채운 파스타까지 다양하며, 맑은국에 넣거나 넣지 않는다. 메인 코스는 롬바르디아의 수많은 호수와 강의 전통적인 육류 또는 생선 요리를 다양하게 선택할 수 있다.
일반적으로 롬바르디아의 여러 지방 요리는 건조 파스타보다 쌀과 속을 채운 파스타가 우세하고, 요리에 올리브유 대신 버터를 사용하며, 오랜 시간 조리하고, 돼지고기, 우유 및 유제품, 달걀 기반 요리를 널리 사용하고, 북부 이탈리아 전역에 공통적인 폴렌타를 소비한다는 점에서 공통점을 찾을 수 있다.
쌀 요리는 이 지역에서 매우 인기가 많으며, 리소토뿐만 아니라 수프에서도 자주 찾아볼 수 있다. 가장 잘 알려진 버전은 사프란으로 맛을 낸 리소토 알라 밀라네세이다. 특유의 노란색 때문에 종종 리소토 잘로라고 불린다. 이 요리는 때때로 오소부코(야채, 화이트 와인, 맑은국으로 졸인 송아지 정강이 횡단면)와 함께 제공된다.
다른 지역 특선 요리로는 코톨레타 알라 밀라네세(비너 슈니첼과 비슷하지만 "뼈째" 조리하는 튀김옷 커틀릿 송아지 고기), 카설라(양배추와 돼지고기로 준비하는 전형적인 겨울 요리), 모스타르다(설탕에 절인 과일과 겨자 맛 시럽으로 만든 풍부한 조미료), 발텔리나의 브레사올라(공기 건조 염장 소고기), 피초케리(메밀가루 80%와 밀가루 20%로 만든 납작한 리본 파스타를 채소, 깍둑썰기한 감자와 함께 조리하고 발텔리나 카세라 치즈 조각을 겹쳐서 만듦), 아뇰로티 파베시(파베세 스튜 속을 채운 라비올리의 일종), 카손첼리(베르가모의 전형적인 속을 채운 파스타의 일종으로, 보통 녹인 버터와 배암차즈기속으로 장식), 그리고 호박토르텔리(호박 속을 채운 라비올리의 일종으로, 보통 녹인 버터와 배암차즈기속 또는 토마토로 장식)가 있다.
인수브리아 지역 전체에 흔한 것은 알토 밀라네세에서 유래한 브루스키티로, 아주 얇게 썬 삶은 고기 요리를 포도주와 회향 씨앗으로 조리하며, 역사적으로 남은 고기에서 얻었다. 지역 치즈로는 그라나 파다노, 고르곤졸라, 크레셴차, 로비올라, 탈레조가 있다(포 계곡의 중남부 롬바르디아 평원은 집약적인 소 사육을 허용한다). 폴렌타는 이 지역 전역에서 흔하다. 지역 디저트로는 유명한 파네토네(건포도와 당과시트론 및 오렌지 조각을 넣은 부드러운 달콤한 빵)가 있다.

## 역사

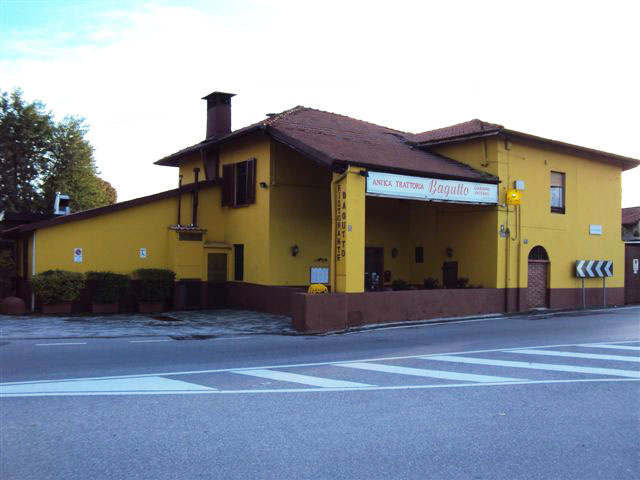
밀라노의 안티카 트라토리아 바구토는 이탈리아에서 가장 오래된 트라토리아이자 유럽에서 두 번째로 오래된 레스토랑이다.

롬바르디아 요리는 포 계곡에 켈트족이 정착한 시기까지 거슬러 올라가는 고대 역사적 뿌리를 가지고 있다. 가장 오래된 롬바르디아 요리는 쿠츠(cuz)로, 켈트족 기원의 조리법을 가지고 있다. 발 카모니카에 흔한 양고기를 기반으로 한 두 번째 코스이다.
이후 롬바르디아 요리의 정교화와 방법은 수세기 동안 이어진 지배자들의 영향을 받았다. 고대 로마에서 밀라노 공국과 만토바 공국에 이르기까지, 즉 오스트리아인, 스페인인, 프랑스인, 그리고 베네치아 공화국이 베르가모와 브레시아 지역을 지배했던 것 또한 영향을 미쳤다. 밀라노에는 이탈리아에서 가장 오래된 식당이자 유럽에서 두 번째로 오래된 식당인 안티카 트라토리아 바구토가 있는데, 이 식당은 적어도 1284년부터 존재했다.

## 특징

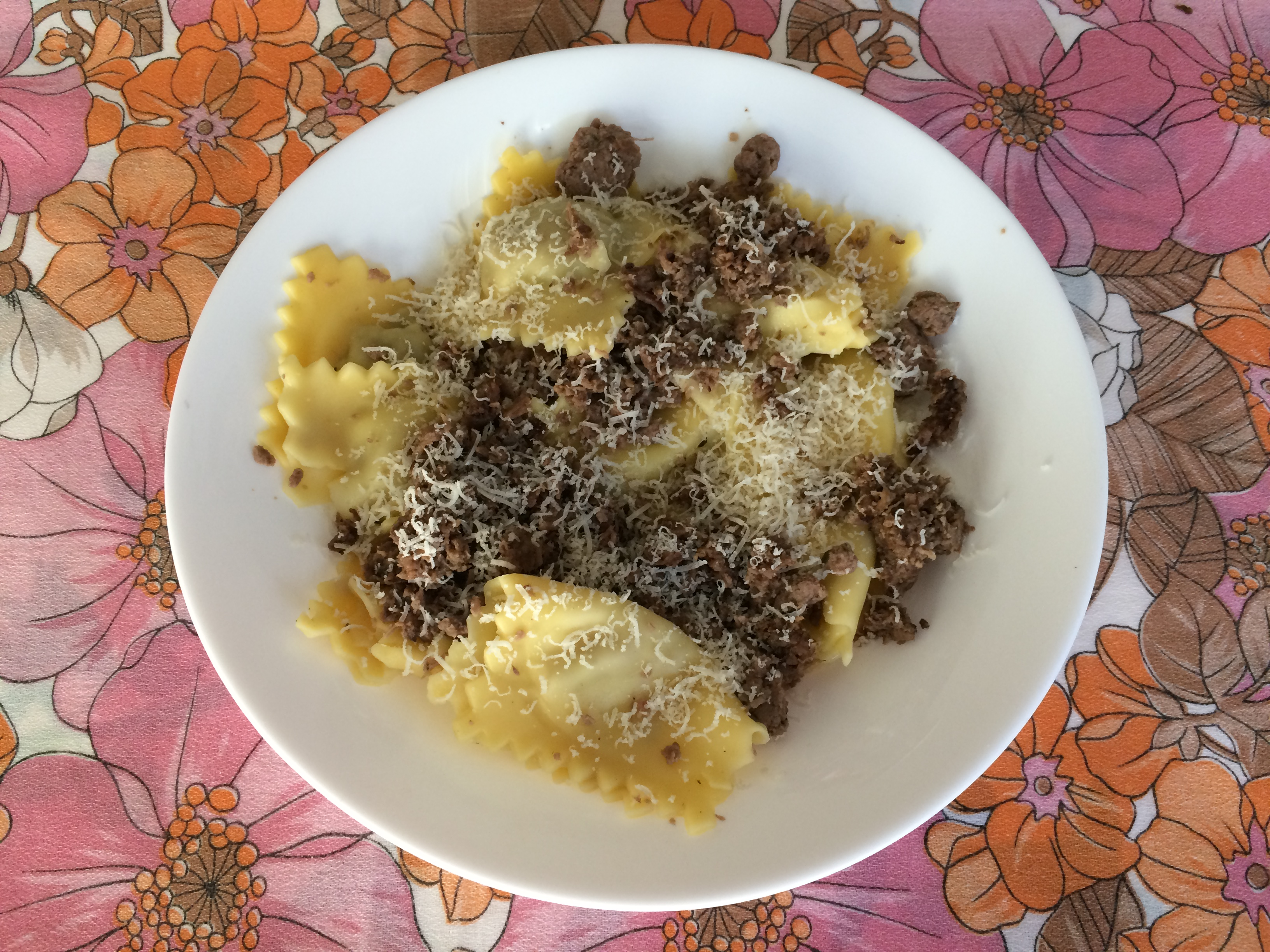
파베세 스튜 기반 소스를 곁들인 마른 아뇰로티 파베시 요리, 속을 채운 파스타의 일종

롬바르디아는 영토적, 역사적으로 매우 다양하기 때문에 통일된 롬바르디아 요리를 식별하는 것은 매우 어렵다. 지역 전체에 걸쳐 유사한 요소를 가진 주별 요리의 연속체를 식별하는 것이 더 합리적이다.
아마도 가장 독특한 특징은 건조 파스타보다 속을 채운 파스타, 특히 쌀의 보급이다. 쌀로 전통적인 서민의 쌀 수프와 고기 또는 채소를 넣은 쌀 요리부터 가장 정교하고 세련된 리소토까지 만들 수 있다. 리소토 요리와 관련이 있지만, 그 외에도 볶음 요리와 튀김 요리에 기름 대신 버터, 때로는 라드를 사용하는 것이 특징이다. 음식 조리에 버터를 사용하는 것은 우유 및 유제품의 높은 지역 보급률의 일부이며, 롬바르디아는 이탈리아 전체 생산량의 약 40%를 차지하는 이탈리아 최대 우유 생산 지역이며, 다양한 치즈를 보유한 지역 중 하나이다. 공통적인 롬바르디아 요리는 달걀 기반 조리법(오믈렛 및 유사한 조리법), 돼지고기 및 폴렌타의 사용으로 완성되며, 이는 포 계곡의 나머지 지역과 공유된다.
조리법의 관점에서 볼 때, 비록 독점적이지는 않지만, 지역의 풍부한 장작과 그에 따른 굽기 요리에서 역사적으로 유래한 브레이징, 스튜 및 볼리토 미스토와 같이 장시간 저온 조리하는 조리법이 지배적이다.
롬바르디아 요리의 첫 번째 대략적인 세분화는 지역적 관점에서 이루어질 수 있다. 쌀이 재배되는 낮은 포 계곡 지역에서는 리소토가 평원에서 광범위하게 재배되는 채소와 함께 더 흔할 것이며, 알프스산맥 지역에 가까워질수록 사냥감 또는 목초지 동물 기반 요리와 감자 및 양배추 기반 반찬이 더 흔할 것이다. 미식의 섬은 호수로 이루어져 있으며, 호수에서는 민물고기를 기반으로 한 리소토와 스튜가 있으며 올리브 재배가 이루어진다. 보호원산지명(PDO) 올리브유 두 가지가 있는데, 가르다 (올리브유)와 라기 롬바르디 (올리브유)이다.
두 번째 분류는 각 지방의 역사와 지리적 경계를 고려하여 이루어질 수 있다. 예상대로 동부 롬바르디아 요리는 베네치아 요리와 일부 공통된 특징을 가질 것이며, 서부 요리는 브레이징 및 스튜 기반의 피에몬테 요리와, 남부 요리는 속을 채운 파스타 기반 요리가 지배적인 에밀리아 요리와, 발텔리나 요리는 사냥감, 살라미 및 치즈를 주 요리의 기본 또는 조미료로 널리 사용하는 알프스 요리와 일부 공통된 특징을 가질 것이다.

## 대표적인 요리

### 안티파스티

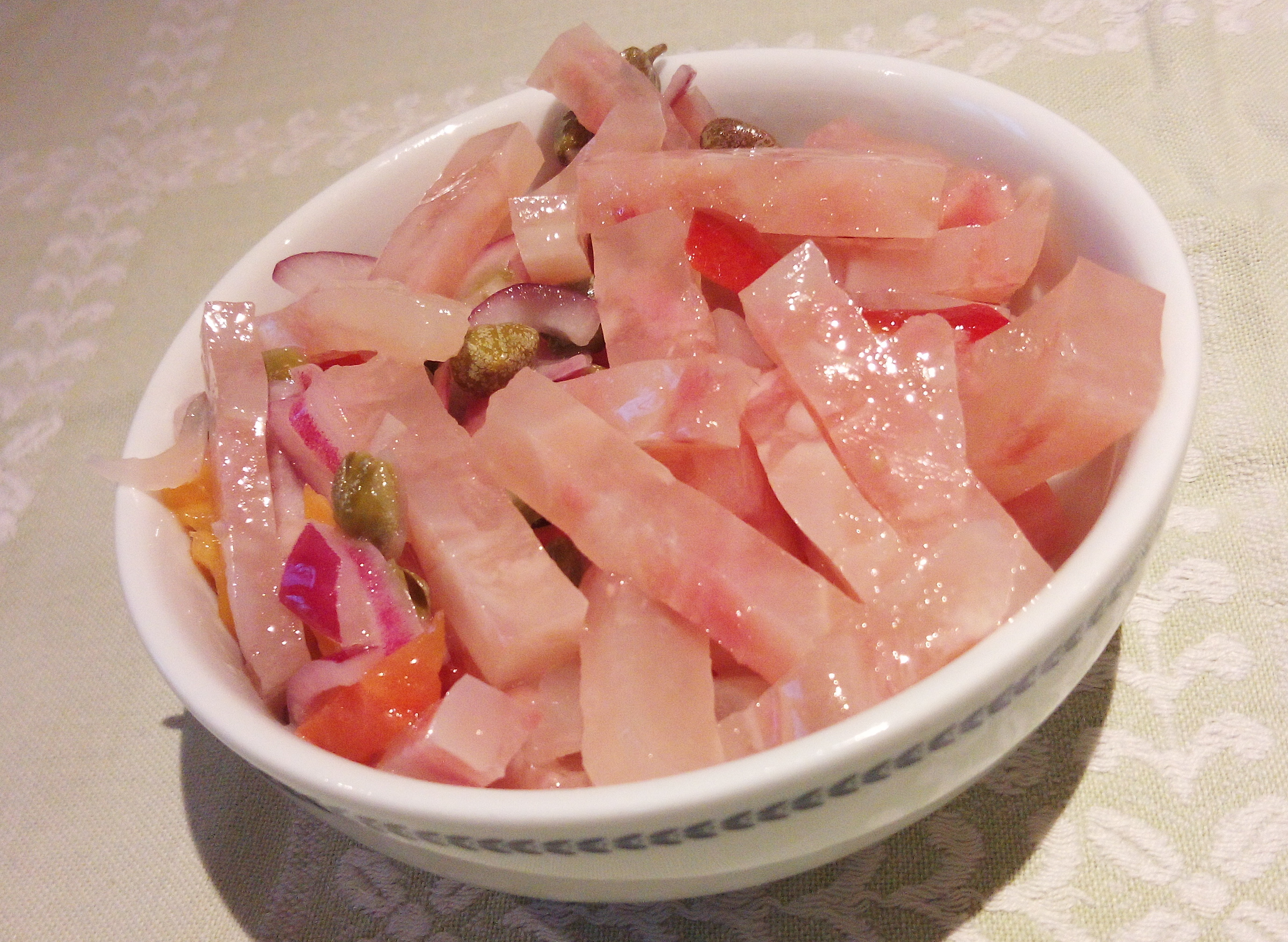
밀라노식 네르베티 인 살라타

롬바르디아 식탁에서 가장 흔한 전채 요리는 훈제 육류와 치즈를 기반으로 하며, 이 지역에 널리 퍼져 있다. 그러나 종종 두 번째 코스나 식사의 마무리로, 폴렌타 또는 튀긴 폴렌타와 함께 또는 없이 섭취된다.
전채 요리로는 발텔리나식 샤트(sciatt), 메밀 팬케이크에 치즈를 채워 버터에 익히는 동안 녹이는 요리, 밀라노식 네르베티 인 살라타(nervetti in insalata milanesi), 송아지 발, 두류 및 양파로 준비하는 요리, 베르가모식 마르고티니(margottini alla bergamasca), 달걀, 브란치 치즈 및 고기 국물로 뭉친 세몰리나 케이크가 있다.
파테 (음식) 중에는 밀라노식 송아지 간 파테, 로멜리나식 거위 파테, 브레시아도 지역의 처브 파테가 있다. 한때 인기 있었던 전채 요리는 숲이 우거지고 농업이 발달한 지역에서 널리 구할 수 있었던 삼엽 에스카르고였다.

### 프리미 피아티

#### 쌀 프리미 피아티

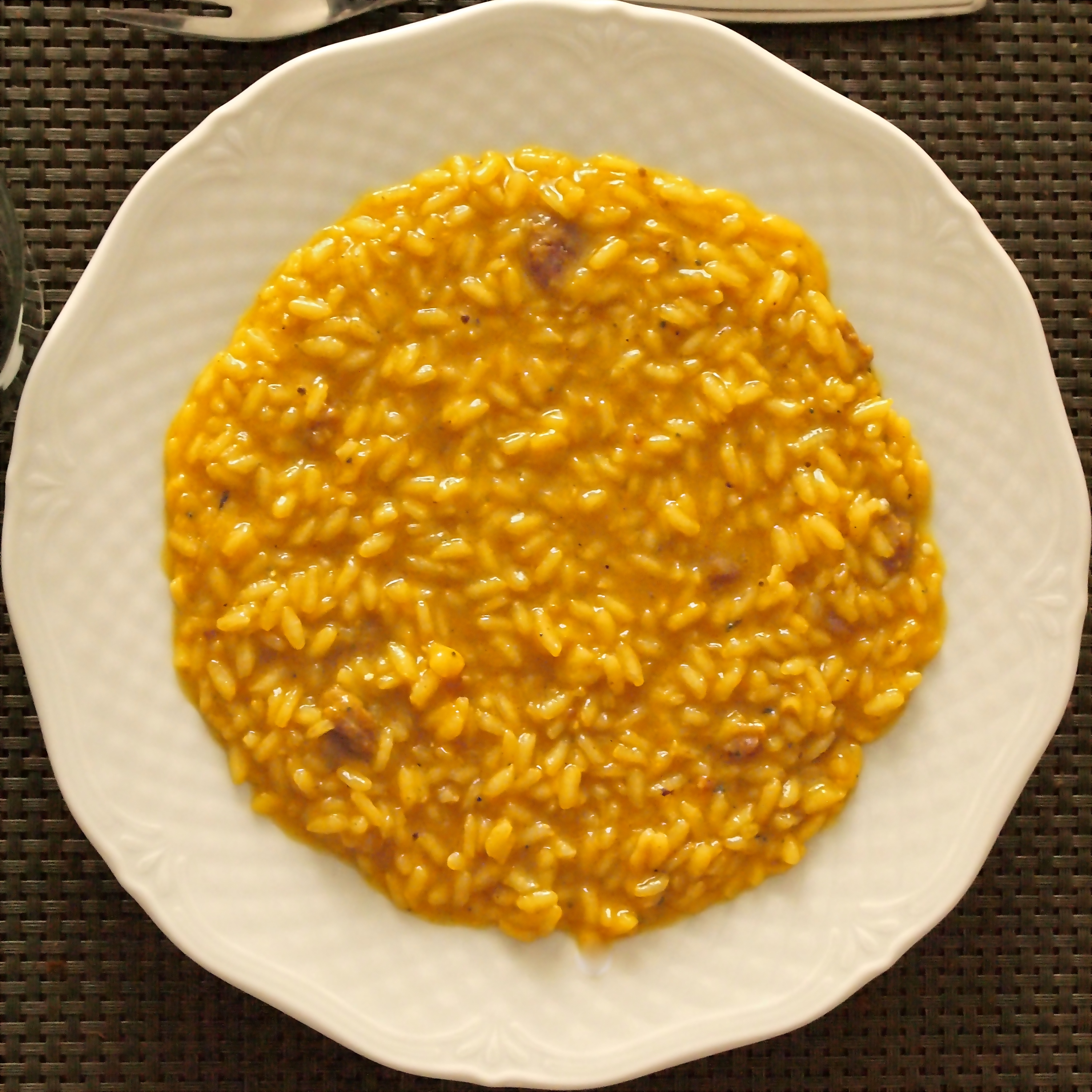
리소토 알라 밀라네세

쌀은 롬바르디아의 모든 지역 요리에 공통적인 요소이며, 발텔리나부터 만토바노까지의 첫 번째 코스의 기초를 이룬다. 롬바르디아는 이탈리아 전체 쌀 생산량의 42%를 차지한다. 이 지역 전체에 공통적인 "기본" 쌀 요리는 카뇨네 쌀 요리인데, 소금물에 밥을 지은 후 마늘과 배암차즈기속을 볶은 버터로 양념하고 마지막으로 그라나 치즈를 뿌린다. 아스파라거스나 호박과 함께 제공될 수도 있다. 이 외에도 이 지역 전체의 전형적인 채소인 양배추, 순무 (뿌리), 완두 및 코라텔라와 결합하여 쌀로 만든 수프도 있다. 이 지역의 주요 요리는 리소토인데, 쌀을 구운 후 뜨거운 육수로 조리한다. 롬바르디아 전역에 흔한 리소토는 버섯 리소토와 소시지 리소토이다.
지역 전통 요리이지만 지역 외에서도 잘 알려진 요리로는 특유의 노란색을 사프란에서 얻는 리소토 알라 밀라네세가 있다. 이 요리의 "간소화된" 버전인 몬체제식(alla monzese)은 사프란 없이 소고기 골수 대신 루가네가를 사용한다. 만토바도의 전형적인 리소토 알라 필로타도 있다. 고기 및 채소 리소토 외에도 호수 근처에서는 코모호의 농어 리소토나 가르다호의 유럽잉어 리소토와 같은 생선 리소토가 흔하다.

#### 속을 채운 파스타

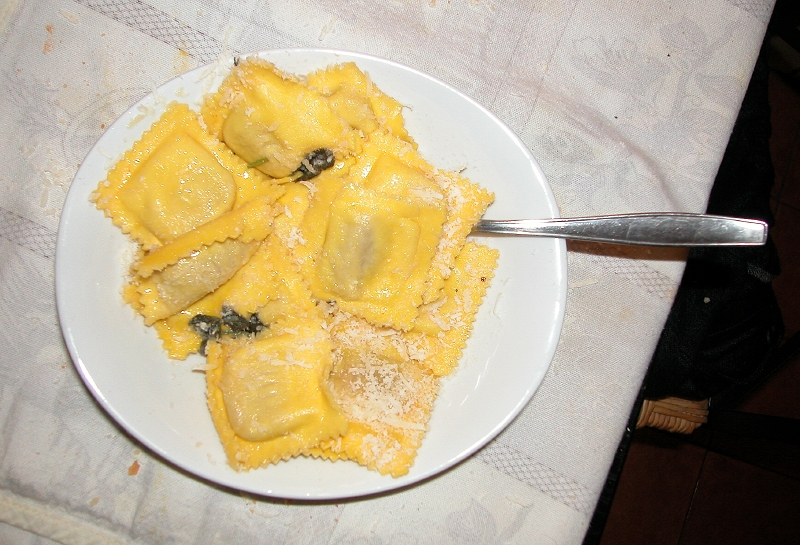
호박 토르텔리

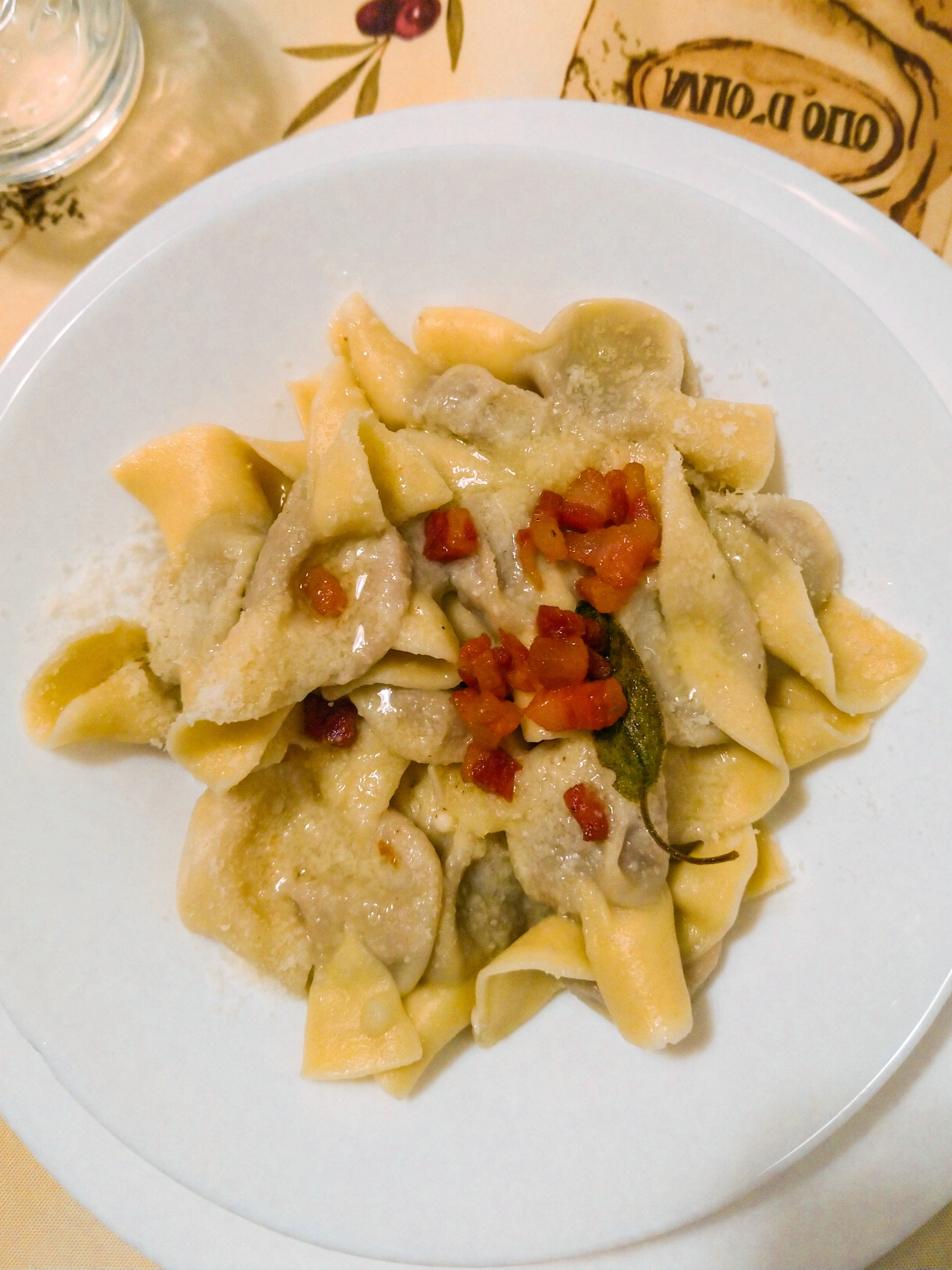
카손첼리

이 지역 전체에 흔한 속을 채운 파스타 요리는 마그로 라비올리라고 불리는 것으로, 달걀 노른자, 리코타 치즈 및 지역마다 다른 허브로 만든 일반적인 속을 채운 라비올리이다. 가장 흔한 변형으로는 시금치와 홉 싹이 있으며, 과거 경제난 시기에는 민들레, 쐐기풀 및 보리지와 같은 야생 허브로도 라비올리 속을 채웠다.
동부 지방의 전형적인 요리는 카손첼리(카손세이)로, 다양한 모양(베르가모에서는 반달 모양, 브레시아에서는 사각형 또는 "사탕 모양")의 속을 채운 파스타이며, 고기, 그라나 치즈 및 향신료로 속을 채우고 버터와 치즈를 뿌려 먹는다. 크레모나 지방의 마루비니 인 브로도(marubini in broth)는 사각형 모양이며 졸인 고기, 살라미 혼합물, 그라나 파다노 치즈 및 육두구로 속을 채운다. 만토바 지방에는 호박 토르텔리('호박 토르텔리')가 있는데, 여기에 사과모스타르다와 아마레토를 더하며, 마지막으로 매우 독특한 토르텔리 크레마스키는 아마레티, 건포도, 민트, 설탕에 절인 시트론, 모스타치니 및 레몬 껍질, 그리고 빵가루와 육두구와 같은 고전적인 재료로 속을 채워 준비한다. 파비아 지방, 특히 올트레포 파베세에 속하는 것은 아뇰로티 파베시이다.

#### 다른 종류의 파스타

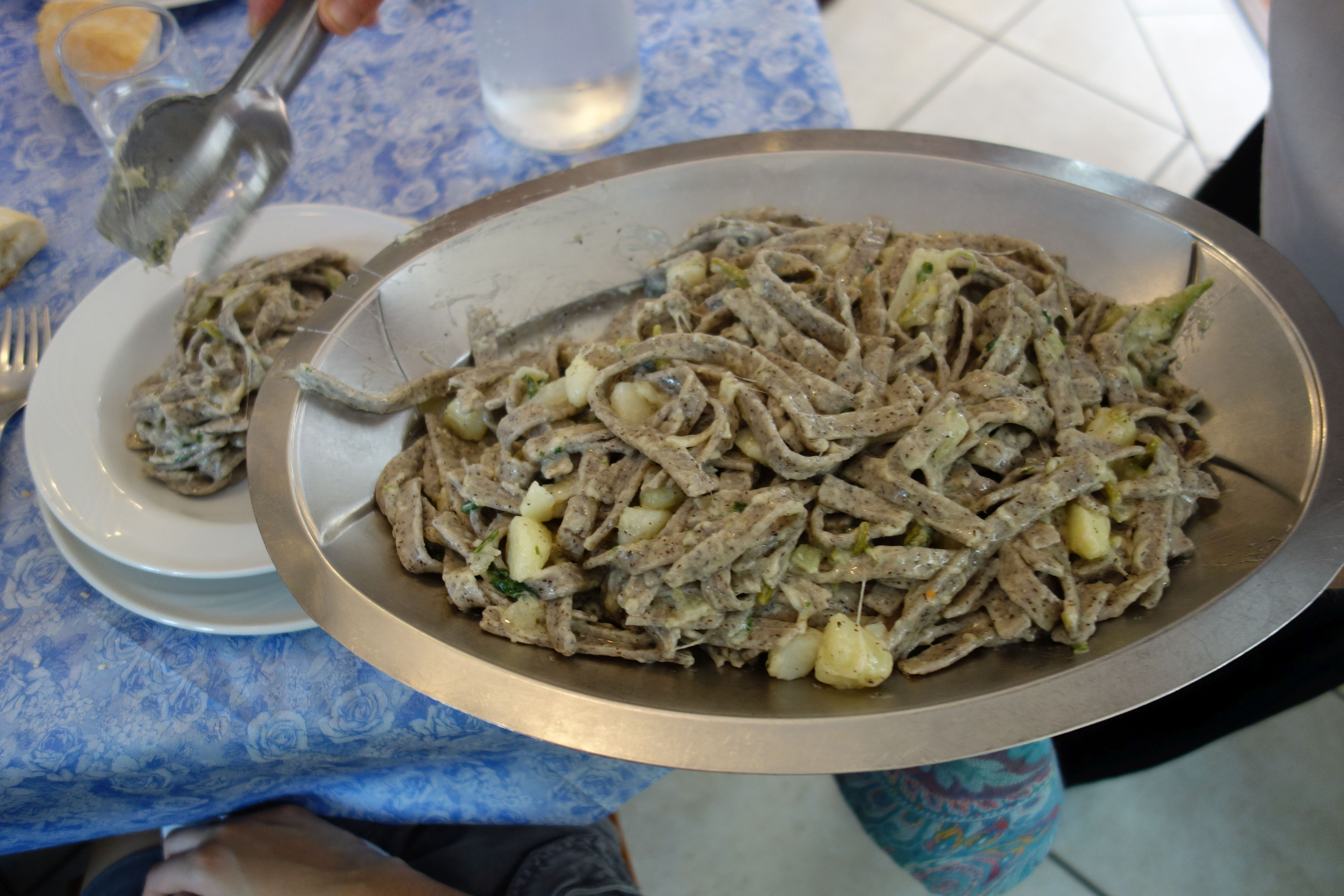
피초케리

가장 유명한 건조 파스타의 예로는 메밀가루로 만든 두꺼운 탈리아텔레에 감자, 사보이양배추와 녹인 치즈를 곁들인 발텔리나 피초케리, 만토바도의 전형적인 정어리 조리액에 비골리를 삶아 갈색으로 만든 비골리 콘 사르델레, 또는 가르다 지역의 브레시아의 전형적인 버터로 양념한 보리지 탈리아텔레인 바르델레 코이 마라이(bardele coi marai)가 있다. 뇨키와 유사한 요리로는 호박 뇨키와 발키아벤나의 피초케리 외에도 버터와 녹인 치즈를 곁들인 작은 감자 뇨키, 오래된 빵, 달걀, 우유, 허브로 만든 반죽으로 만든 베르가모의 스트랑골라프레티가 있다.

#### 수프
롬바르디아의 농산물을 기반으로 한 유명한 수프는 미네스트로네 알라 밀라네세로, 이 지역에서 자라는 주요 채소를 삶고 라드와 돼지껍데기로 맛을 낸다. 가난한 사람들의 다른 전통 요리로는 맑은국, 오래된 빵, 달걀, 갈은 치즈로 만든 수프인 주파 알라 파베세와, 물에 불린 오래된 빵을 냄비에 버터와 함께 조리하고 고기를 추가하여 지역 전체에서 조리되는 판코토가 있다. 이 두 요리를 "합한" 일종의 요리는 미네스트라 마리콘다 브레시아나(minestra mariconda bresciana)로, 이전 재료에 소젖을 추가하여 얻는다. 브리안차에서는 베이컨, 리크, 두류가 들어간 보리 수프인 우르지아다(urgiada)도 찾을 수 있다.

### 세콘디
롬바르디아 지역의 요리는 주로 고기를 기반으로 하지만, 호수와 포강 또는 티치노주와 같은 큰 강 근처에 퍼져 있는 생선 요리도 많다.

#### 고기 기반

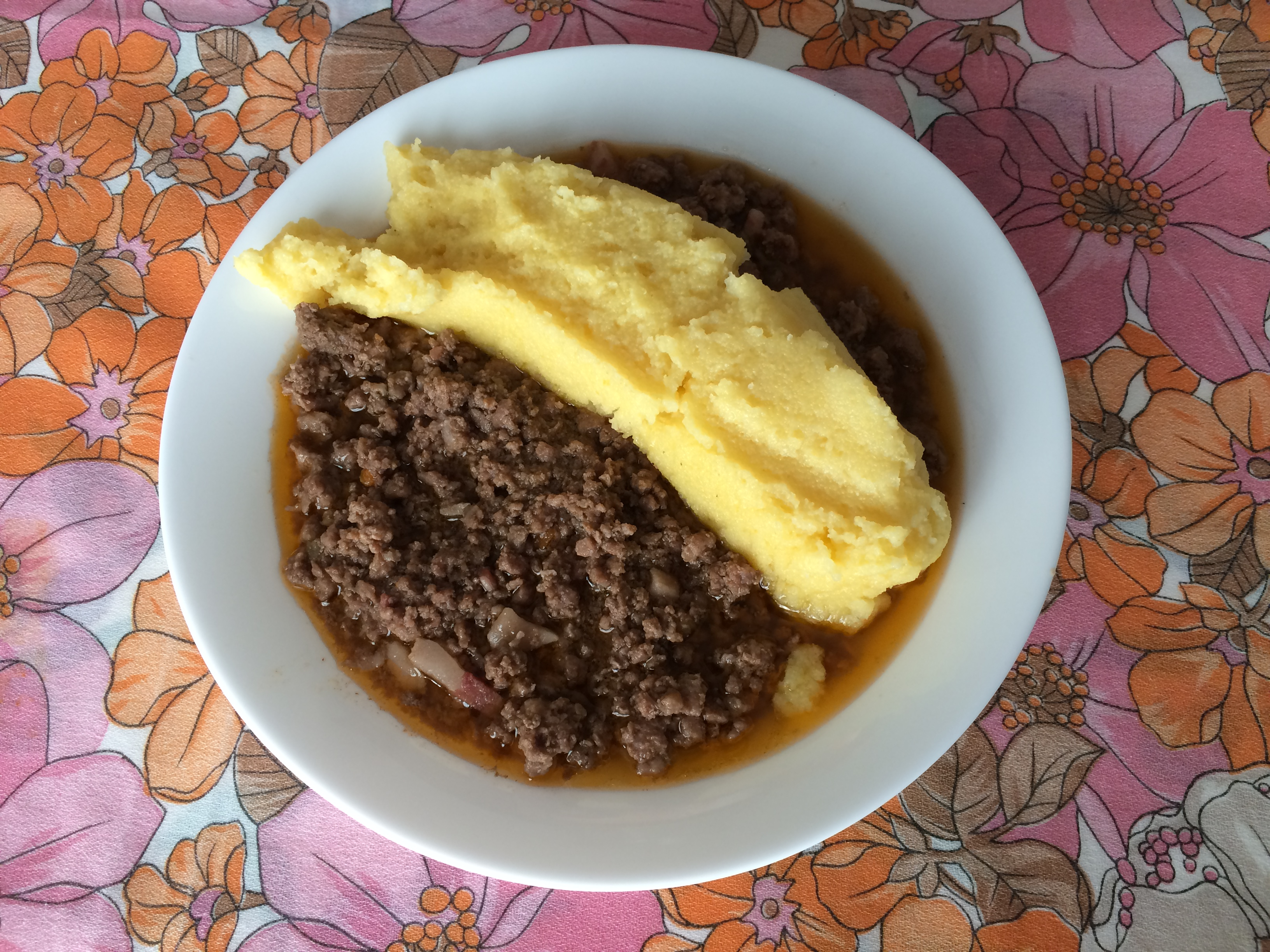
폴렌타와 함께 제공되는 브루스키티

지역 전체에 널리 퍼져 있는 것은 소시지, 특히 돼지고기 소시지이며, 발카모니카의 양고기 소시지나 스트리누(strinù)와 같은 모든 변형이 있다. 또 다른 인기 있는 요리는 볼리토 미스토(삶은 고기 모듬)로, 지방에 따라 다양한 고기 부위로 준비되며, 크레모나 또는 만토바 모스타르다와 함께 제공된다. 코테키노 또한 지역 전체에서 널리 소비되며 때로는 볼리토 미스토와 함께 제공된다. 이 지역에서 가장 유명한 변형은 그란 볼리토 크레모네세(gran bollito cremonese)로, 여기에 고전적인 삶은 고기 부위에 송아지 머리, 송아지 혀 및 냄비 살라미가 추가되며, 고전적인 삶은 소스와 함께 제공된다.
밀라노에서 유래했지만 롬바르디아 서부 지역 전체에서 흔한 요리는 갈비, 루가네가 및 양배추로 만든 일종의 스튜인 카설라인데, 지역에 따라 돼지 껍데기나 돼지 발과 같은 다른 돼지 부위를 추가할 수 있다. 그리고 양파를 넣은 소시지와 돼지 어깨살 요리인 로스티치아타(rosticciata)가 있다. 인수브리아 지역 전체에서 항상 흔한 것은 알토 밀라네세에서 유래한 브루스키티로, 아주 얇게 썬 삶은 고기 요리를 포도주와 회향 씨앗으로 조리하며, 역사적으로 남은 고기에서 얻었다. 밀라노 요리의 전형적인 것은 대신 오소부코이다.

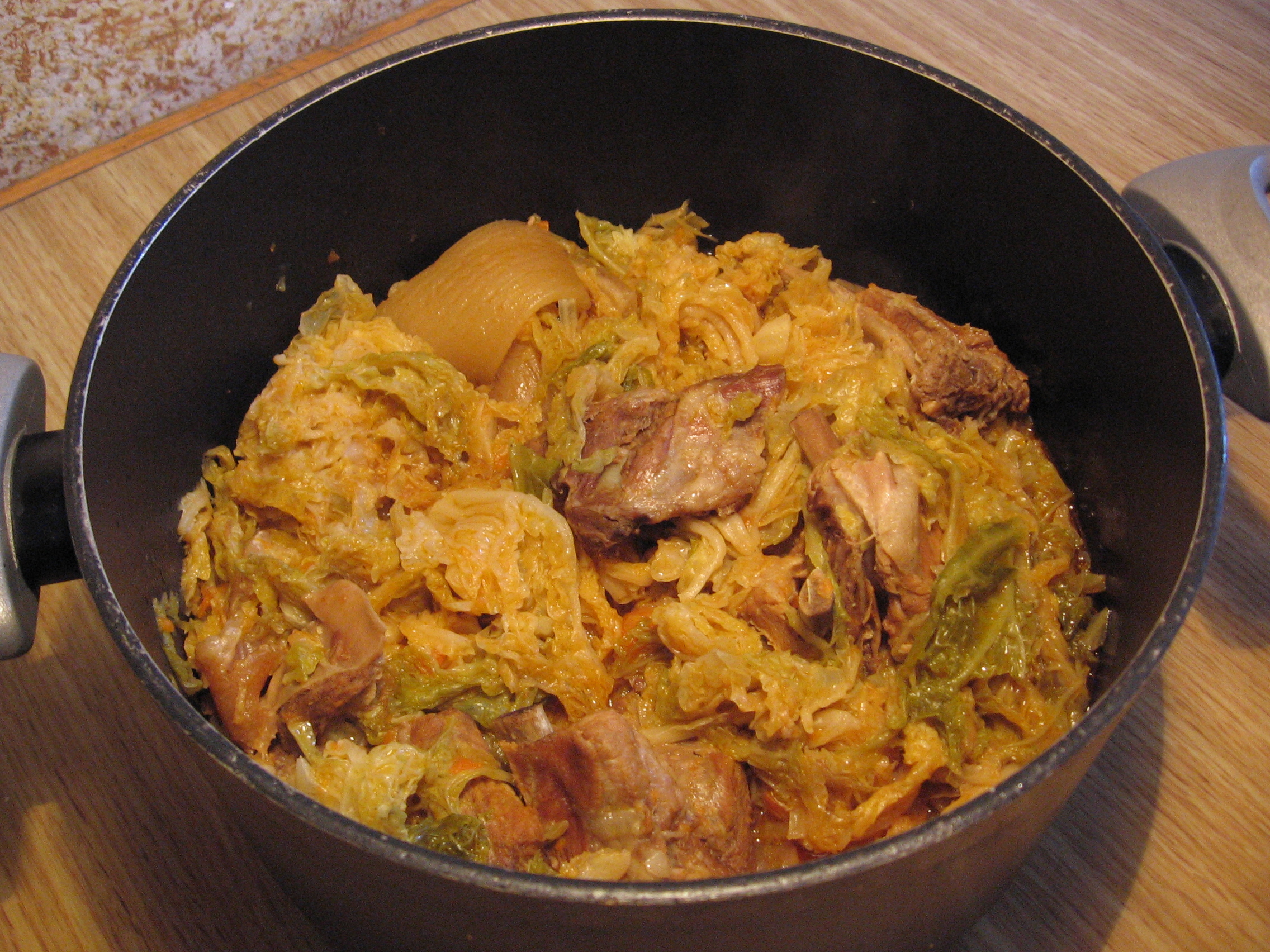
카설라 냄비. 이는 많은 롬바르디아 축제의 주요 요리인 대중적인 전통 요리이다.

베르가모와 브레시아 지역에서는 폴렌타 에 오세이(polenta e osei) 요리가 알려져 있는데, 개똥지빠귀나 종달새와 같은 새를 버터에 굽거나 꼬치에 구워 폴렌타와 함께 제공하며, 브레시아식 돼지고기를 곁들인다. 만토바 지방에서는 소고기 스튜와 당나귀 스튜가 흔하다. 일반적으로 스튜는 파비아식 스튜처럼 저지대에서 상당히 흔하다.
발텔리나의 알프스 요리에서는 돼지고기 갈비 알 라베치(al lavècc)를 언급할 수 있는데, 이는 절인 돼지고기 갈비를 라베치라는 특정 동석으로 만든 냄비에 와인과 함께 몇 시간 동안 조리한다. 그리고 피오다(alla pioda)식 돼지고기는 다양한 돼지고기 부위를 피오다라는 돌판에 조리하는데, 이 돌판에는 감자, 가지와 같은 채소도 조리된다. 레코, 베르가모, 손드리오, 브레시아 사이의 알프스 지역 전체에 널리 퍼져 있는 것은 노루, 사슴고기, 산토끼속과 같은 알프스 동물군의 스튜와 라구로, 종종 폴렌타와 함께 제공된다.
송아지고기는 밀라노 지역에서 특히 많이 사용되며, 도시에서 가장 인기 있는 두 가지 요리인 코톨레타 알라 밀라네세와 오소부코의 기본 재료이다. 오소부코는 전통적으로 볶은 파슬리, 마늘, 레몬 껍질을 곁들여 리소토와 함께 단일 요리로 제공된다. 거위고기는 파비아와 로멜리나 지역에서 첫 번째 및 두 번째 코스와 소시지를 준비하는 데 널리 소비된다.

#### 생선 기반

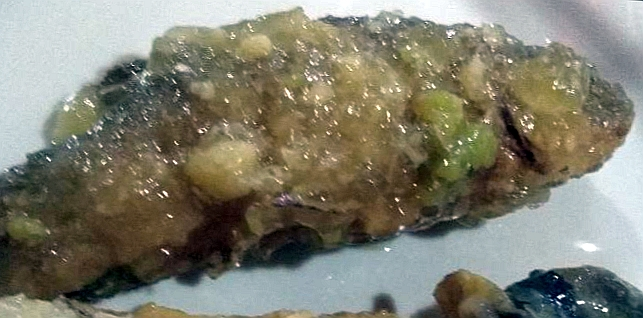
카르피오네 유럽잉어

코모 호수의 가장 유명한 생선 요리는 미솔티니(missoltini)로, 특별한 "바퀴"인 미솔타(misolta)에 소금에 절여 말린 아고니를 얹어 구운 다음, 구운 폴렌타와 레드 와인과 함께 먹는 것이 가능하다. 낚시와 그 준비는 진정한 의식이었으며, 코모 리비에라의 마을에서는 다른 사람의 낚시터를 차지하는 것이 심각한 범죄로 간주되었다. 다른 라리아식 준비로는 튀기거나 카르피오네로 만든 라바렐로(lavarello) 또는 알보렐레(alborelle)가 있다.
가르다 호수에서는 버섯을 곁들인 구운 송어류와 구이 요리인 가르데사나 장어, 기름과 레몬으로 양념한 요리가 유명하며, 이 두 가지 모두 베나코의 전형적인 특산품이다. 장어는 한때 강 근처에서도 조리되었지만, 오늘날에는 거의 사라졌다. 포강의 만토바 강둑에서는 튀긴 생선과 소스를 곁들인 파이크(pike)가 전형적이다. 민물고기를 기반으로 한 요리는 파베세 지역과 서부 롬바르디아에서도 찾아볼 수 있다. 이 지역에서는 역사적으로 논에서 한때 널리 퍼져 있던 개구리목을 조리했다. 개구리목은 발 카모니카와 같은 다른 지역에서도 찾아볼 수 있는데, 이곳에서는 전형적인 개구리 케이크가 준비된다.

#### 채식
롬바르디아 평원의 전형적인 채소는 셀러리, 두류, 풋강낭콩, 당근, 리크, 주키니호박, 가지, 호박, 토마토, 시금치, 아스파라거스이다. 반면, 거친 성질 때문에 감자와 사보이 양배추는 가장 추운 산악 지역에서도 재배할 수 있다. 채소 기반의 두 번째 코스 중에는 다양한 버전의 속을 채운 채소, 특히 주키니호박, 사보이 양배추 미트볼, 밀라노식 아스파라거스(삶은 후 달걀 프라이 위에 놓는 요리, Oeuf in cereghin), 그리고 근대 (식물)파르미자나가 있다. 민트, 차이브, 파슬리, 처빌과 같은 허브로는 고급 허브를 넣은 오믈렛을 만드는 것이 관습이었다.

### 폴렌타

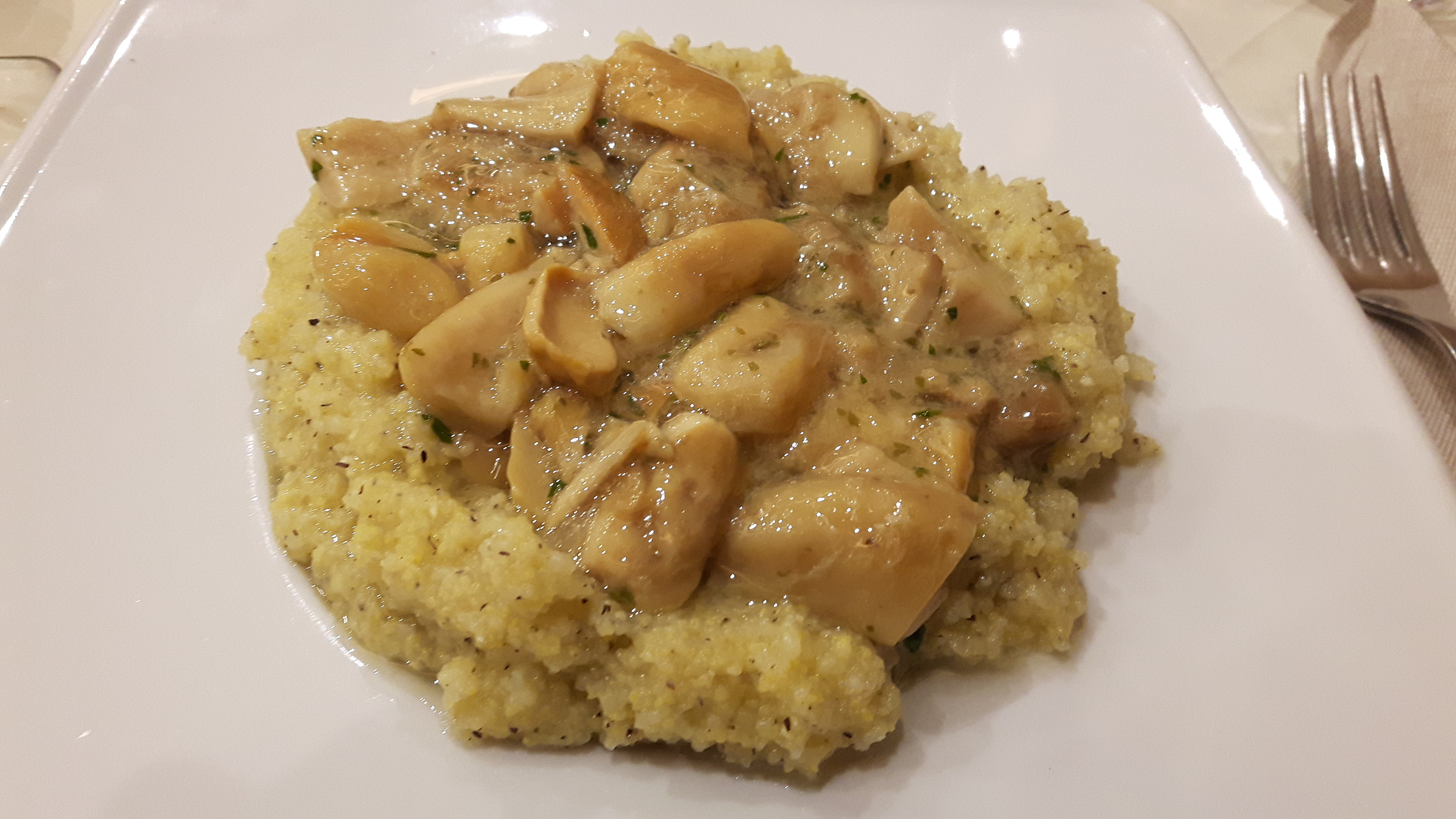
버섯과 함께 먹는 폴렌타

이전 세기에 폴렌타는 롬바르디아 사람들의 주식이었다. 폴렌타는 단독으로 먹거나 유명한 폴렌타 에 오세이와 같은 고기 요리의 반찬으로, 버섯을 넣은 폴렌타와 같은 채소와 함께, 풀렌타 에 그라스 페스타(pulenta e gras pestà)를 위한 라드를 넣거나, 많은 치즈 중 하나와 함께 먹을 수 있었다. 그러나 고전적인 폴렌타에는 많은 조미료와 변형이 있다.
- 폴렌타 타라냐(Polenta taragna)는 발텔리나와 베르가모 및 브레시아의 알프스 지역의 전형적인 요리로, 옥수수 가루에 메밀가루를 추가하여 폴렌타가 특유의 노란색보다 더 어두운 색을 띠게 한다.[12]
- 폴렌타 운차(Polenta uncia)는 코모 지역의 요리로, 폴렌타가 냄비에 아직 뜨거울 때 마늘과 세이지를 볶은 치즈와 버터를 추가하여 만든다.
- 폴렌타 크로파(Polenta cròpa)는 상부 발텔리나의 전형적인 요리로, 크림으로 조리한다.
- 풀트(Pult)는 레코의 전형적인 요리로, 옥수수 가루에 밀가루를 추가하여 만든다.
- 토크(Tóch)는 코모 지역의 요리로 폴렌타 운차와 유사하지만, 치즈와 버터를 나중에 꺼낸 폴렌타 부분에 추가하고 안에서 녹이지 않았다.

토크는 토크 에 레겔(toch e regell) 의식의 기초였는데, 폴렌타를 다 먹은 후 구리 냄비를 다시 불에 올려놓았다. 냄비가 뜨거워지면 정향, 계피, 레몬 껍질을 넣은 레드 와인을 부었다. 냄비 벽에 굳은 폴렌타를 부드럽게 한 와인은 그 다음에 마셨다.
폴렌타는 옥수수 가루와 마찬가지로 남은 것을 재활용하여 만토바 피아퐁(fiapòn)과 같은 디저트를 만들 수 있었다.

### 반찬, 소스 및 조미료

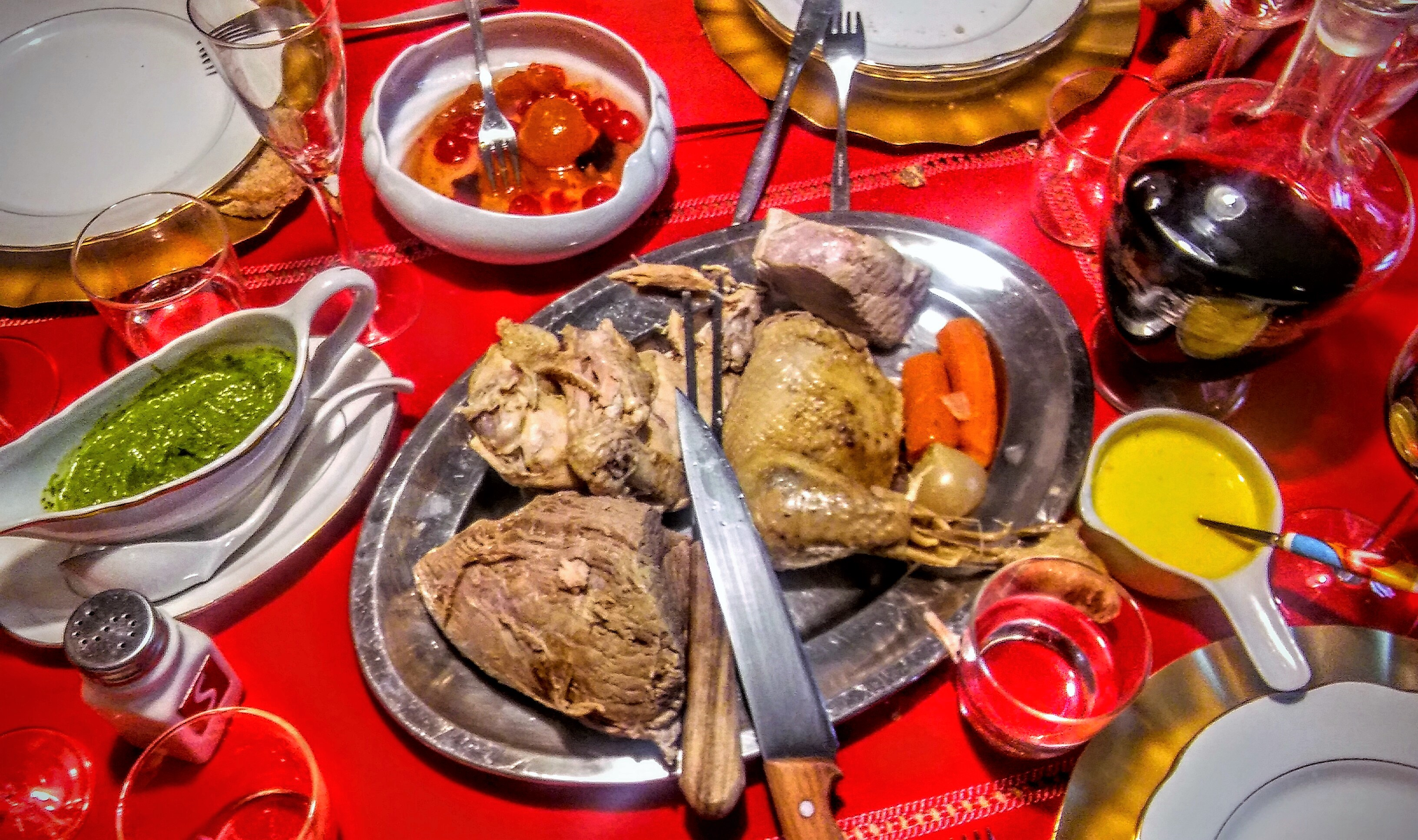
녹색 소스, 겨자 및 노란 소스를 곁들인 삶은 쇠고기, 카폰 및 돼지고기 모듬

삶은 고기가 제공될 때 빠질 수 없는 전형적인 조미료는 머스터드로, 이는 또한 가장 풍미 있는 치즈와도 훌륭한 조화를 이룬다. 가장 흔한 버전은 체리, 탄제린, 복숭아 및 배나무속을 머스터드 오일 시럽에 담근 크레모나 머스터드, 크레모나 머스터드와 유사하지만 덜 매운 보게라 머스터드, 그리고 배, 사과, 마르멜루, 호박, 외 (열매)로 준비하는 만토바 머스터드이다. 양파 머스터드도 널리 퍼져 있는데, 점성 때문에 잼과 더 비슷하지만 항상 머스터드 에센스를 추가하여 준비한다.
삶은 고기 모듬에 곁들이는 소스로는 케이퍼, 정어리, 마늘, 고추로 만든 페베라타(peverata)가 있는데, 파비아와 브리안차(고추가 없는 곳)의 전형적인 요리이다. 그리고 겨자무와 식초로 만든 겨자무 소스와, 장미열매 열매, 와인, 설탕으로 만든 그라타쿠 소스(grattacù sauce)가 있다. 다른 소스 중 일부는 북부 이탈리아 전역에서 관련 변형으로 공유되며, 파슬리, 기름, 정어리로 만든 그린 소스(또는 바녜토 베르데)와 토마토, 피망, 당근을 조리하여 얻는 레드 소스가 있다.

### 디저트

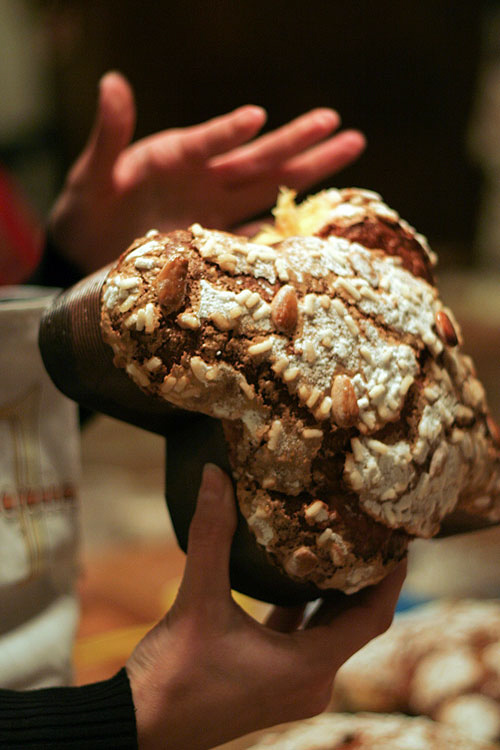
이탈리아 부활절 빵, 콜롬바 디 파스콰. 이것은 두 가지 잘 알려진 이탈리아 크리스마스 디저트인 파네토네와 판도로의 부활절 대응물이다.

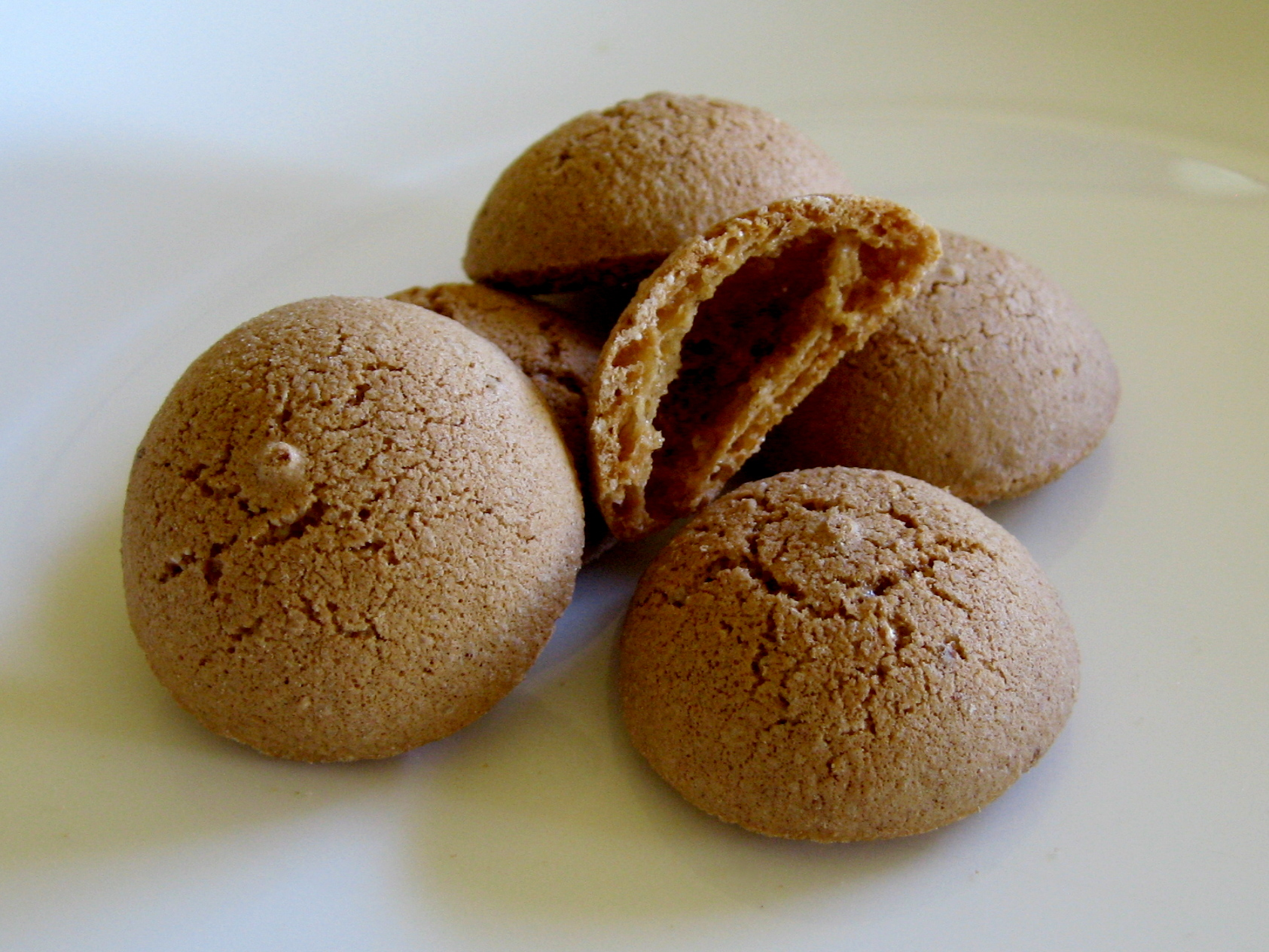
사론노 아마레티

롬바르디아에서 가장 유명한 과자는 파네토네와 콜롬바 디 파스콰로, 밀라노 제과 전통에 속한다. 이탈리아 전역에 퍼져 있으며, 첫 번째는 건포도와 당과로 반죽을 풍성하게 한 원통형의 전형적인 크리스마스 케이크이고, 두 번째는 일반적으로 부활절에 소비되며, 파네토네와 비슷한 반죽에 비둘기 모양을 하고 있으며 설탕과 아이싱으로 덮여 있다. 크리스마스 축제, 특히 새해 전야의 또 다른 전형적인 밀라노 과자는 카르젠자(carsenza)로, 건포도와 사과로 만든다.
파네토네와 브리오슈의 중간 정도 되는 반죽에 설탕 아이싱과 알갱이를 덮은 정교한 버전이 베네치아나이다. 크리스마스에는 전통적인 파네토네 크기의 큰 버전으로 소비되지만, 연중에는 도넛 크기의 "단일 분량"으로 소비된다. 밀라노 지역 외의 다른 크리스마스 과자로는 건포도가 들어간 파네토네와 비슷한 반죽의 발텔리나 비시올라와 세 번 연속 발효하여 얻은 브레시아의 보솔라(bossolà)가 있다.
롬바르디아 전역에 널리 퍼져 있는 프리텔레는 재료와 준비 방식, 그리고 원산지에 따라 이름이 다르다. 사용되는 밀가루 때문에 밤나무속 프리텔레와 속재료 때문에 사과 프리텔레가 매우 흔하다.
이 지역의 다른 유명한 과자로는 프란체스코 스포르차와 비앙카 마리아 비스콘티의 결혼식을 위해 지역 제과업자들이 만들었다는 전설이 있는 크레모나 누가(turòon)와, 아몬드, 흰자, 아르멜리네로 만든 바삭한 쿠키인 사론노 아마레티가 있다. 피에몬테 제과에 영향을 받은 것으로 보이는 크레모나의 바치(baci di Cremona)는 바치 디 다마와 유사하지만 헤이즐넛 가루로 만든 바삭한 쿠키를 사용하고, 파비아의 바치 델 시뇨레(baci del Signore di Pavia)는 더 납작하며 오렌지 마멀레이드로 채우고 녹인 초콜릿으로 절반을 덮는다. 다른 쿠키 중에는 쌀가루로 만들기도 하는 파로나의 오펠레(offelle di Parona), 다른 향신료 중 정향나무, 메이스 (향신료), 고수 (식물), 스타아니스가 추가되는 크레모나 쿠키인 모스타치니, 오븐에서 두 번 구운 버터 함량이 높은 쿠키로 발키아벤나의 전형적인 비스코티니 디 프로스토(biscottini di Prosto)가 있다.
낮은 평원 지역에는 유명한 케이크 시리즈가 있다. 다양한 모양의 말린 반죽으로 구성되어 이름이 붙여진 만토바의 토르타 델레 로제, 발효 반죽 위에 아이싱을 덮은 높은 도넛 모양의 아넬로 디 모나코(Anello di Monaco), 노란 밀가루와 아몬드로 만든 특히 부서지기 쉬운 스브리솔로나 케이크, 그리고 그와 유사한 로디 (롬바르디아주) 케이크 토르치오나타(tortionata)는 노란 밀가루 대신 흰 밀가루로 준비한다.
크레모나에서는 말린 과일로 채워진 스폰가르다(spongarda), 딸기 포도로 만든 토르타 베르톨리나(torta Bertolina), 그리고 마지막으로 파비아의 토르타 델 파라디소(torta del Paradiso)가 있다. 베르가모의 유명한 요리의 달콤한 버전은 폴렌타 에 오세이(polenta e osei)로, 달콤한 폴렌타 위에 노란 마지팬으로 덮고 초콜릿 새 또는 마지팬으로 장식한다.
서부 롬바르디아의 전형적인 것은 가비라테의 브루티 마 부오니, 아몬드와 헤이즐넛으로 만든 과자, 파울로의 키아로 디 루나(chiaro di Luna), 브리안차의 토르타 파에사나, 코코아콩, 우유, 오래된 빵으로 만들어 식사 후 남은 빵을 재활용하기 위해 만든 것이다. 옥수수 가루로 만든 것은 바레세의 아모르 폴렌타(Amor polenta)와 엘더플라워 향이 나는 작은 달콤한 포카차의 일종인 판 메이노(pan de mej)이다.

## 전형적인 전통 상품
롬바르디아는 영토적 다양성 덕분에 PDO 및 PGI 제품의 수가 가장 많으며, 정확히 34개(2019년 1월 기준)에 달한다: 치즈 14종, 살루미 10종, 과일 및 채소 4종, 생선 2종, 올리브 오일 2종, 꿀 1종. 이 지역에는 또한 2017년 개정판에 따라 농식품농림수산부에서 인정한 250개의 유럽 연합의 지리적 표시 및 전통 특산품 제품이 있다.

### 치즈

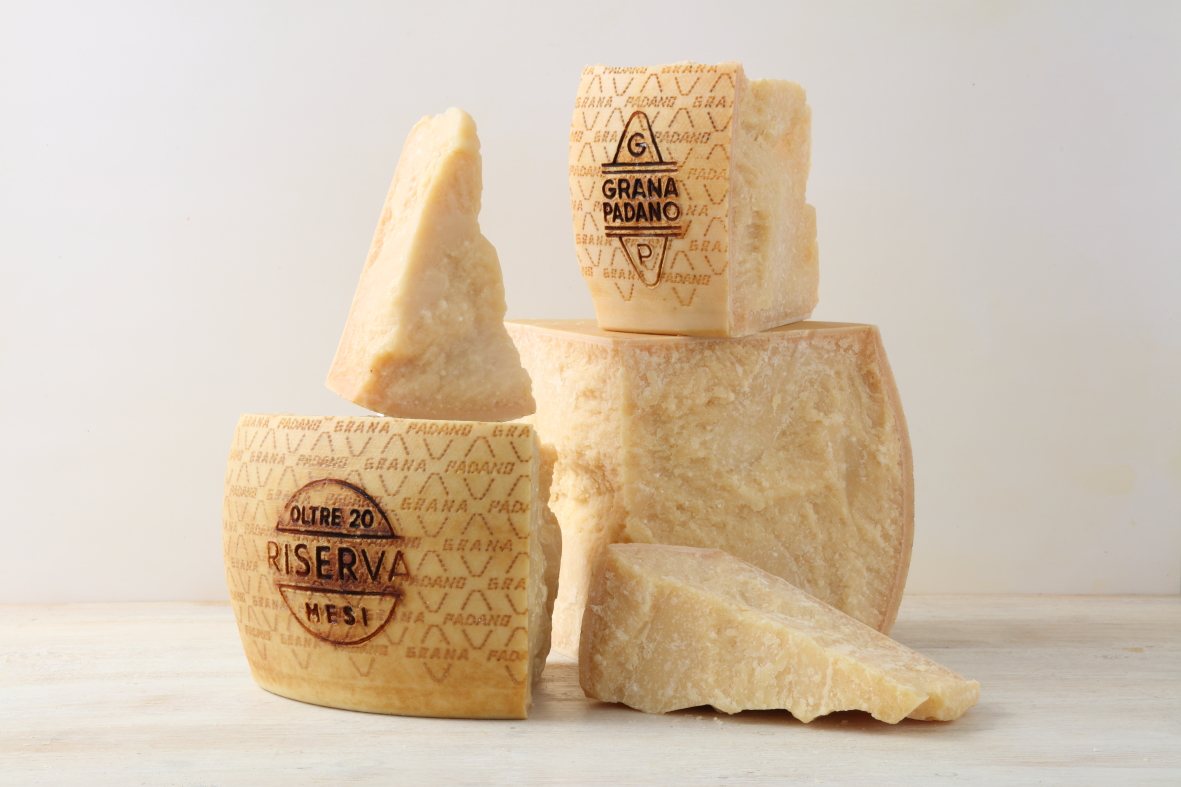
그라나 파다노 DPO

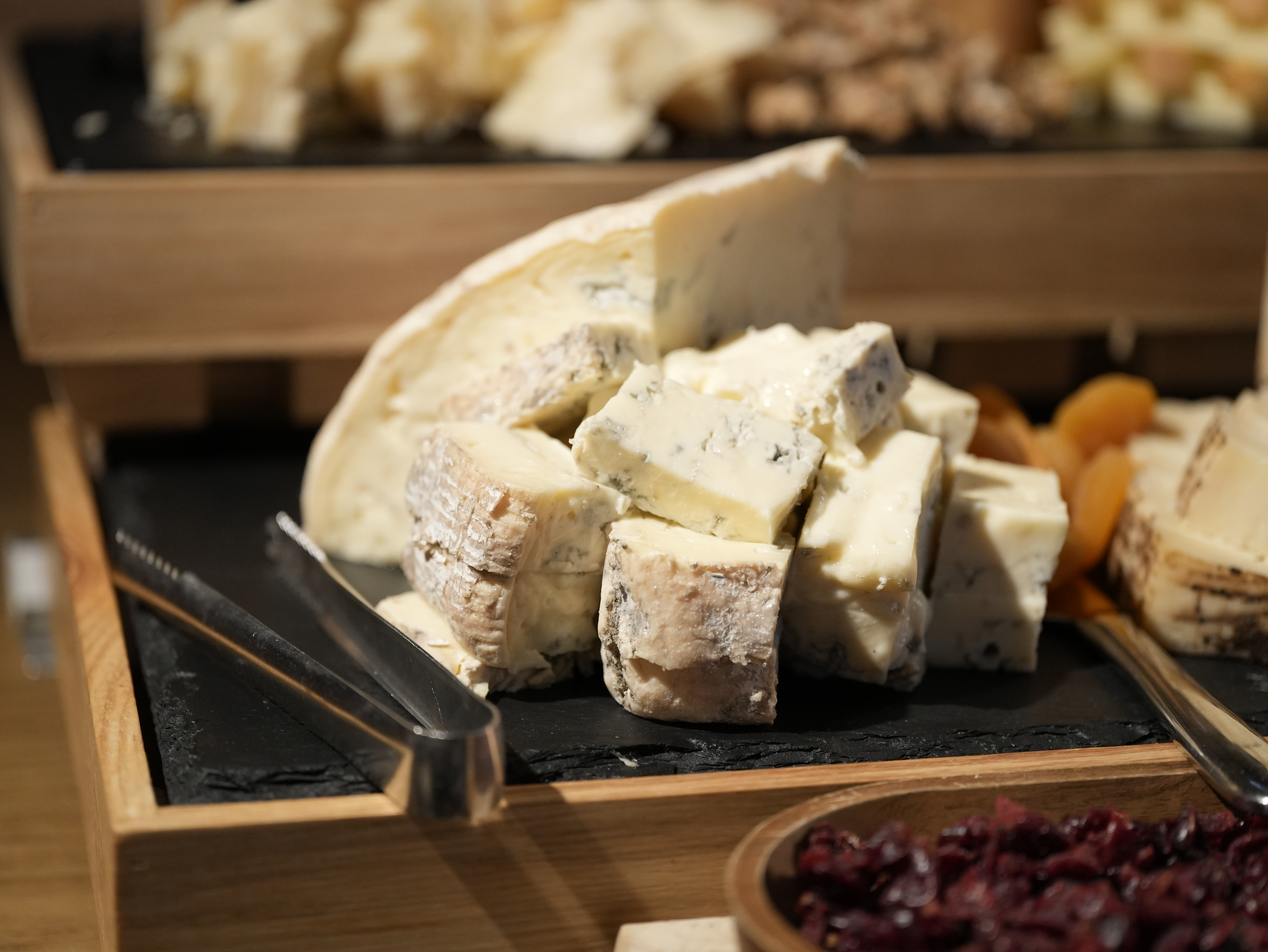
고르곤졸라 치즈는 밀라노 근처의 고르곤촐라 마을에서 이름을 따왔다.

롬바르디아는 유제품 전통이 가장 오래된 이탈리아 지역 중 하나이다. 롬바르디아는 치즈 중 14개의 DOP 제품과 63개의 PAT를 보유하고 있으며, 이는 이탈리아 지역 중 가장 많은 수이다.
이 지역에서 가장 유명하고 널리 퍼진 치즈 중 하나는 그라나 파다노로, 발텔리나와 코모를 제외한 대부분의 지역에서 생산되며, 가장 유명하고 오래된 단단한 이탈리아 치즈 중 하나이다. 만토바도에서 생산되는 파르미자노 레자노와 함께 첫 번째 코스와 속재료의 조미료로 사용된다. 둘 다 12세기에 키아라발레 수도원의 승려들이 기원했다고 알려진 모든 이탈리아 그라나 치즈의 조상인 그라노네 로디지아노에서 유래한다.
롬바르디아의 또 다른 유명한 치즈는 원래 밀라노에서 유래했지만 현재는 거의 모든 지역에서 생산되는 고르곤졸라로, 두 가지 버전의 생치즈이다. 하나는 더 부드럽고 크리미한 "달콤한" 버전이고, 다른 하나는 더 단단하고 강한 맛의 "매운" 버전이다. 다른 "판롬바르디" 치즈는 탈레조 (치즈)로, 탈레조 (롬바르디아주) 계곡에서 유래한 생치즈로 부드러운 치즈이다. 그리고 콰르티롤로 롬바르도, 마지막으로 가장 최근에 DOP 명칭을 얻은 브레시아의 실터가 있다.
산악 지역, 특히 발텔리나에서만 생산되는 카세라와 비토는 반연질 및 연질 질감의 치즈로, 단독으로 먹거나, 발텔리나 피초케리의 조미료로 녹여 사용하거나, 샤트처럼 실제 요리로 사용할 수 있다. 롬바르디아의 다른 DOP 치즈로는 프로볼로네 발파다나, 살바 크레마스코, 스트라키툰트, 노스트라노 발트로피아, 알타 발레 브렘바나의 포르마이 데 무트, 마지막으로 롬바르디아의 유일한 DOP 염소 치즈인 포르마젤라 델 루이네세가 있다.
스트라키노와 로비올라는 치즈 범주로 간주된다. 첫 번째 그룹에는 스트라키노 브론초네, 스트라키노 델라 발사시나, 스트라키노 오로비코, 스트라키노 티피코가 있다. 두 번째 그룹에는 로비올라 브레시아나와 로비올라 델라 발사시나가 있다.
기타 유명한 롬바르디아 치즈로는 아그리 디 발토르타, 바고스, 브란치, 카프리니 베르가마스키, 카사타 디 코르테노 골기, 카솔레트, 로사 카무나, 톰베아, 세무다, 진카를린, 그리고 단독으로 먹거나 파네토네와 함께 제공되는 크림의 기본 요소로 사용되는 마스카르포네가 있다.

### 콜드 컷

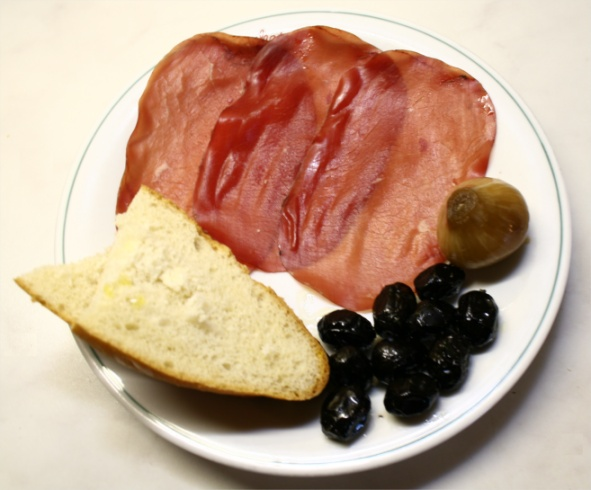
빵, 올리브, 양파와 함께 제공되는 브레사올라

롬바르디아의 역사적인 사육 확산은 이 지역에 다양한 콜드 컷과 살라미 전통을 안겨주었다. DOP 및 IGP 제품 중에는 세 가지 유형의 돼지고기 살라미가 있다. 레코와 밀라노 사이의 언덕에서 생산되는 브리안차 살라미, 돼지고기, 후추, 와인으로 올트레포 파베세에서 생산되는 바르치 살라미, 그리고 크레모나 살라미이다. 요리에 거위 사용이 매우 흔한 로멜리나 지역의 모르타라 거위 살라미는 더욱 특별하다.

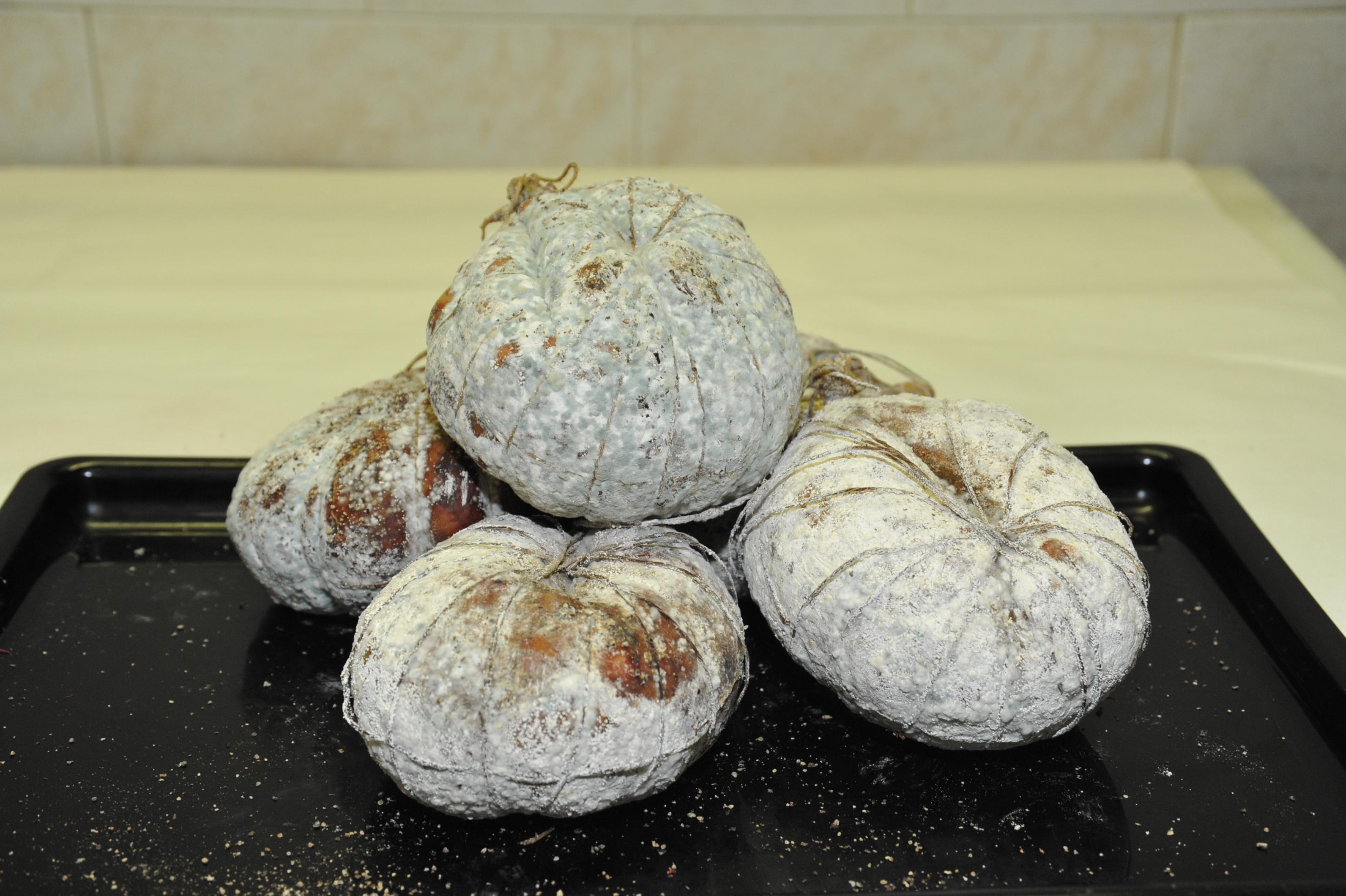
리버 모르타델라와 뱅 쇼

각 지방마다 최소 하나의 특유한 살라미가 있으며, 그 중 가장 유명한 것은 밀라노 살라미, 카살린 만토바노, 그리고 발키아벤나의 바스타르데이(bastardei)이다. 발텔리나 지역에서는 소고기를 숙성시켜 만든 브레사올라와 슬린제파도 생산되며, 훈제 또는 비훈제일 수 있다.
햄에 관해서는 단맛이 나는 프로슈토 만토바노, 프로슈토 크루도 델레 오로비에, 프로슈토 알 페페 델라 발텔리나, 프로슈토 디오카 스타지오나토 델라 로멜리나를 언급할 수 있다. 지역 전체에서 생산되는 모르타델라 외에도 레코와 발텔리나 사이의 산악 지역에서 유래한 뱅 르ulé 간 모르타델라도 있다.

### 빵

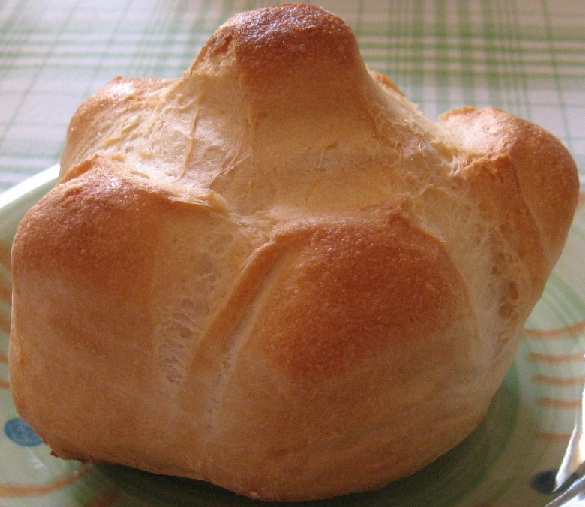
미케타 빵

밀라노와 서부 롬바르디아 지역의 전형적이고 흔한 빵은 로세타로, 현지에서는 미케타라고 불리며, 속이 거의 비어 있고 반죽을 만들 때 사용하는 틀에서 유래한 "거북이 등껍질" 모양을 가지고 있다. 전통적으로 콜드 컷, 특히 모르타델라와 함께 간식으로 소비되었으며, 소박함과 저렴한 비용으로 마구트(석공)와 노동자들의 상징적인 간식이었다.
파비아 지역의 전형적인 빵은 단단한 빵으로, 반죽을 몇 시간 간격으로 세 번에 걸쳐 준비해야 한다. 그리고 롬바르디아에서 쌀 재배가 널리 퍼진 로멜리나 지역에 흔한 쌀 빵이 있다. 마찬가지로 롬바르디아 평원 전체에 옥수수가 널리 퍼져 있기 때문에, 롬바르디아 하부 지역에서는 옥수수 가루로 만든 노란 빵을 찾을 수 있다.
발텔리나의 전형적인 빵은 호밀 가루를 추가하여 만든 도넛 모양의 빵인 호밀빵이며, 리비뇨에서 유래한 빵은 반죽에 순무가 들어간 도넛 모양의 빵인 판 카르센트(pan carcent)와 반죽에 초유가 들어간 빵 덩어리인 판 다 쿨(pan da cool)이다.
최근 베르가모의 대표적인 빵으로 선정된 것은 세몰리나 가루, 통밀가루, 메밀가루, 옥수수 가루를 혼합하여 만든 빵 덩어리인 가리발다(Garibalda)이다. 비르질리오시의 대표적인 빵은 파네 만토바노(pane mantovano) 또는 만토바니나(mantovanina)로, 반죽을 말아 만들어 구우면 빵 끝에 특징적인 곱슬이 생기는 단단한 반죽 빵이다.

### 포도주

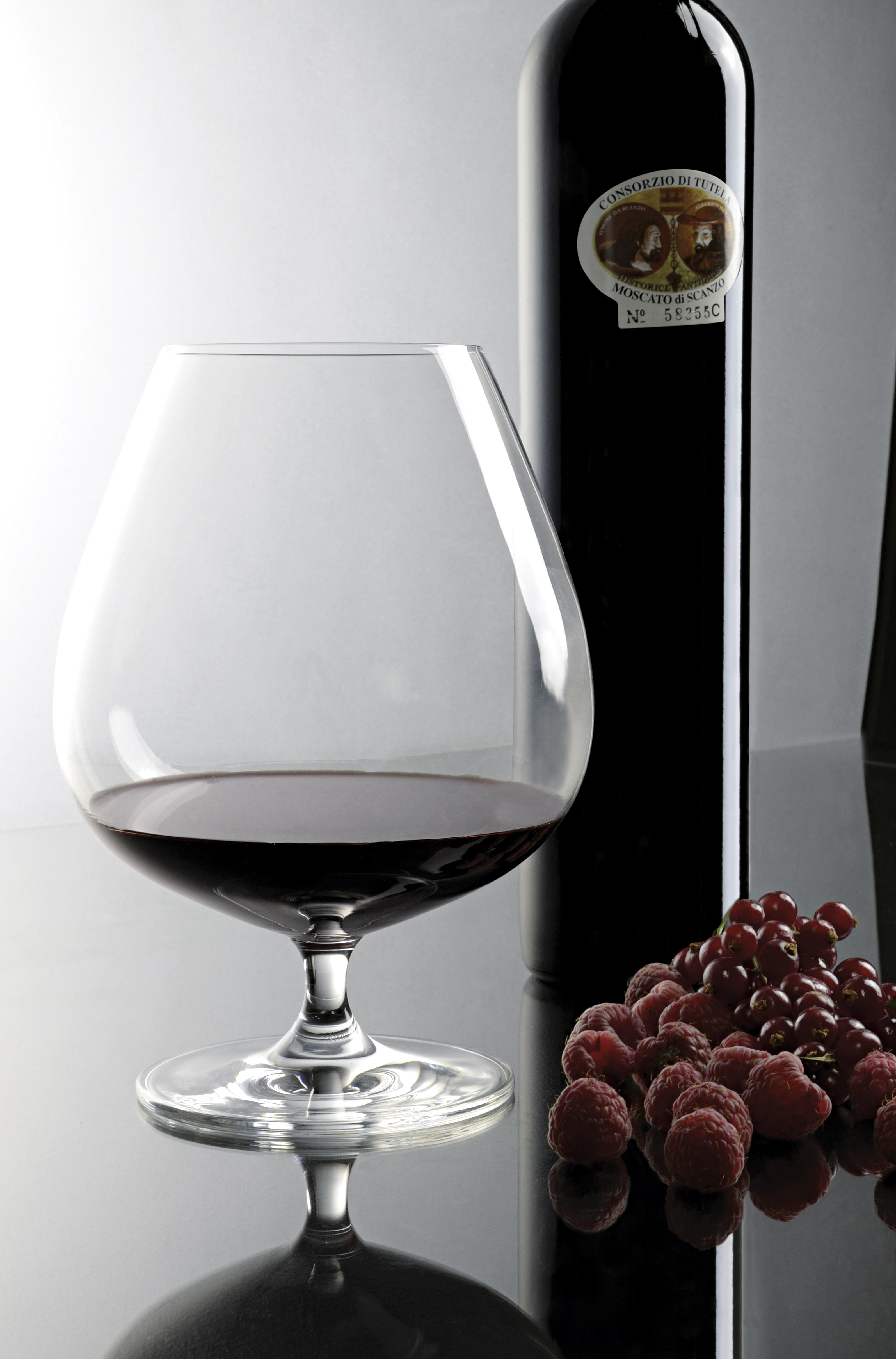
모스카토 디 스칸초 DOCG

포도 재배는 신석기 시대까지 거슬러 올라가며, 같은 시기의 고고학 유적지에서 포도 씨앗이 발견된 것이 이를 증명한다. 그러나 와인 생산에 대한 최초의 신뢰할 수 있는 자료는 기원전 1세기로 거슬러 올라가며, 이 시기에는 올트레포 파베세 와인과 코모 호수 지역에서 생산된 "라이티아 와인"이 묘사되어 있다.
롬바르디아 지방은 5개의 DOCG, 22개의 DOC, 15개의 IGT를 자랑한다. 지역 와인 생산량의 60%가 DOC 및 DOCG 명칭에 속하며, 이는 전국 평균의 약 두 배이다.

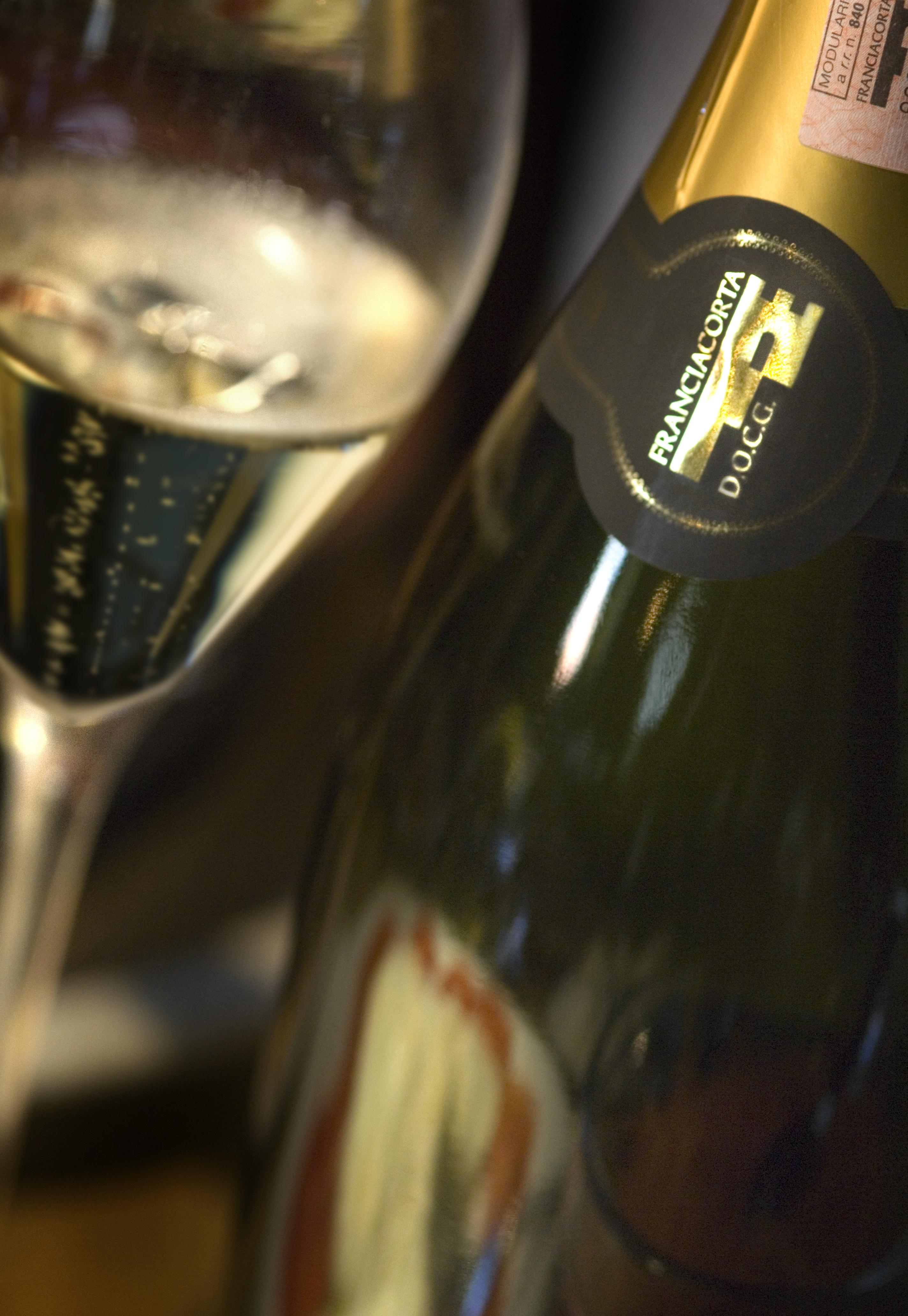
프란치아코르타 DOCG 한 병과 잔

가장 유명한 와인 생산 지역은 파비아 지방의 올트레포 파베세, 이세오 호수 남쪽의 구릉 지역인 프란치아코르타, 가르다 호수 주변의 모레인 지역, 그리고 포도나무가 매우 가파른 산악 지형에서 재배되고 포도밭에 더 많은 일조량을 허용하는 전형적인 테라스에서 재배되는 발텔리나이다.
롬바르디아의 5개 DOCG 명칭은 다음과 같다.
- 프란치아코르타: 샤르도네와 피노 누아 포도로 만든 스파클링 와인으로, 화이트와 로제 버전이 있다.
- 발텔리나 수페리오레: 발텔리나 북쪽 경사면의 전형적인 테라스에서 재배되는 네비올로 포도로 얻으며, 토양의 특성과 함께 혹독한 기후를 보완하기 위해 더 많은 일조량을 허용한다. 육류 요리와 함께 마시는 강한 맛의 풀바디 와인이다.
- 스포르차토 디 발텔리나: 또한 네비올로 포도로 얻으며, 과일의 설탕 함량을 자연적으로 높이기 위해 일반 수확 기간을 넘어 건조시킨다. 그 결과 스튜나 브레이징한 고기와 같은 중요한 육류 요리와 함께 마시는 매우 구조화된 드라이 "파시토"의 희귀한 예시이다.
- 올트레포 파베세 메토도 클라시코: 파비아 지방에서 생산되는 피노 누아로 만든 스파클링 와인으로, 화이트와 로제 버전이 있다.
- 모스카토 디 스칸초: 가파른 경사면의 구릉지에서 스포르차토 디 발텔리나와 유사한 방법으로 얻는 건포도 와인으로, 초콜릿과 치즈와 함께 마신다. 스칸초로시아테 코무네의 베르가모 지방에서만 생산된다.

이 지역의 유명한 DOC 와인은 올트레포 파베세의 부타푸오코, 보나르다, 스위트 레드 와인인 상귀 디 주다(Sangue di Giuda, 파시토 아님)이다. 프랑차코르타의 쿠르테프랑카와 첼라티카, 가르다 지역의 발테네시, 가르다 브레시아노, 루가나, 발텔리나의 로쏘, 만토바노 람브루스코도 있다.
마지막으로 베르가모 지방의 와인, 예를 들어 테레 델 콜레오니(Terre del Colleoni)와 발칼레피오(Valcalepio)를 언급할 가치가 있다. 레코와 코모 지방의 일부 지역에서 생산되는 IGT 와인인 테레 라리아네(Terre Lariane)와 밀라노 지방에서 생산되는 유일한 DOC 와인인 산 콜롬바노도 있다.
브리안차의 언덕, 특히 레코 지역에는 여전히 핀치아넬(Pincianel)과 누스트라넬(Nustranel)과 같이 이 지역에서 매우 높이 평가되는 와인을 생산하는 큰 생산자들이 많다.
19세기 후반까지 알토 밀라네세는 또한 와인 산지였다. 알토 밀라네세 지역의 포도 재배 역사는 고대 로마 시대로 거슬러 올라간다. 이 지역에서는 한때 콜리 디 산트 에라스모(Colli di Sant'Erasmo), 산타나(Santana), 클린투(Clintù)와 같은 유명한 와인들이 생산되었다.

### 올리브유

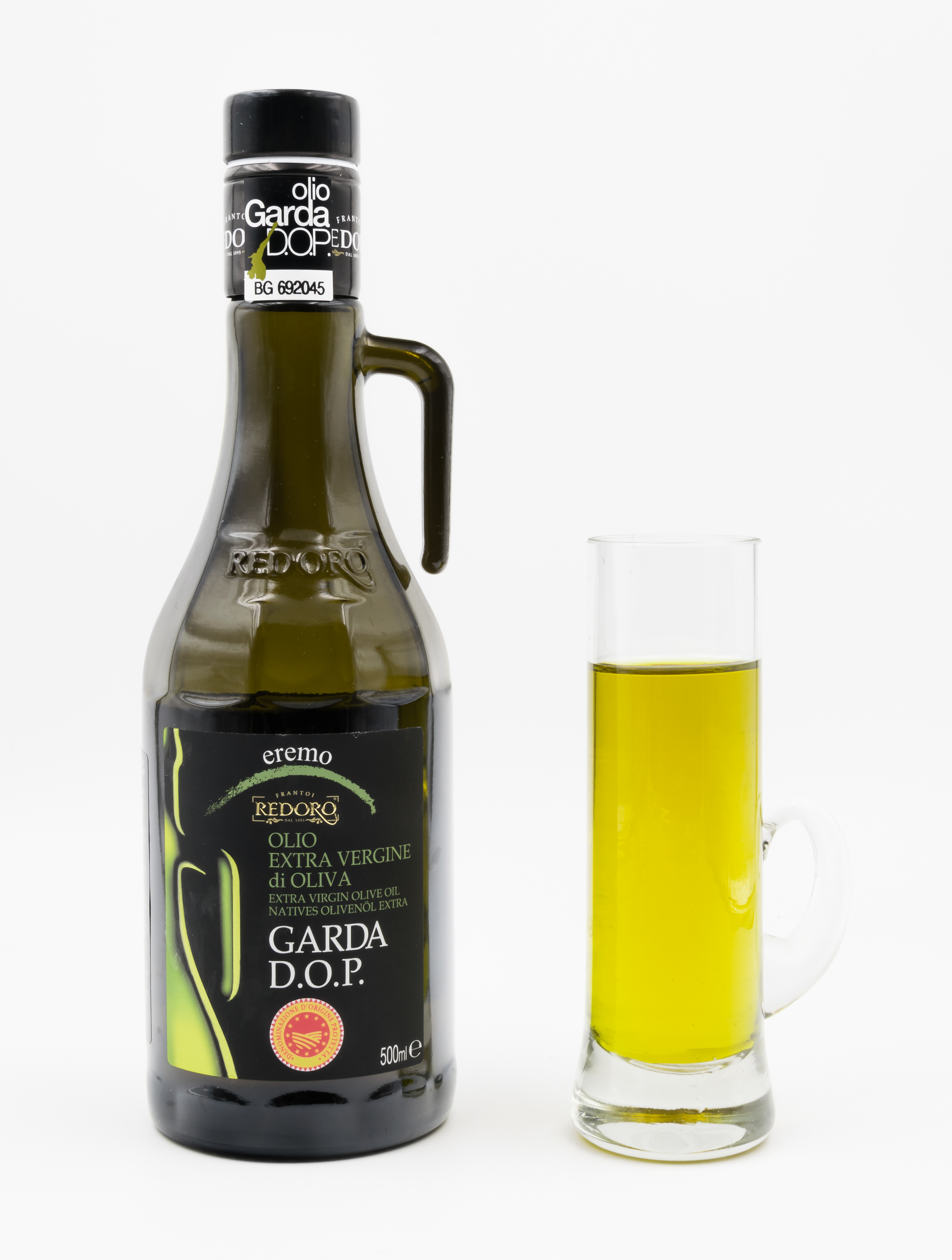
가르다 DOP 올리브 버진 오일

롬바르디아는 재배 전통이 없지만, 롬바르디아 호수에서는 중세 시대부터 올리브 나무 재배와 올리브 오일 생산이 증명되어 왔다. 큰 수역의 효과로 기후가 완화되고 나머지 지역의 전형적인 높은 온도 변화로부터 식물을 보호한다. 이 지역 전체에는 1,600헥타르 이상의 올리브 나무 식재지가 있으며, 대부분은 착유용 올리브 생산에 전념한다.
롬바르디아 영토는 두 가지 보호 원산지 명칭을 가지고 있다.
- 라기 롬바르디 DOP 엑스트라 버진 올리브 오일, 두 가지 하위 구역인 코모 호수에서 생산되는 라리오와 이세오 호수에서 생산되는 세비노
- 가르다 DOP 엑스트라 버진 올리브 오일, 브레시아노 하위 구역

두 생산물 모두 일반적으로 산도가 낮고 섬세한 풍미를 지니며 특히 귀중한 오일로 생산성이 낮다.

## 알코올 음료

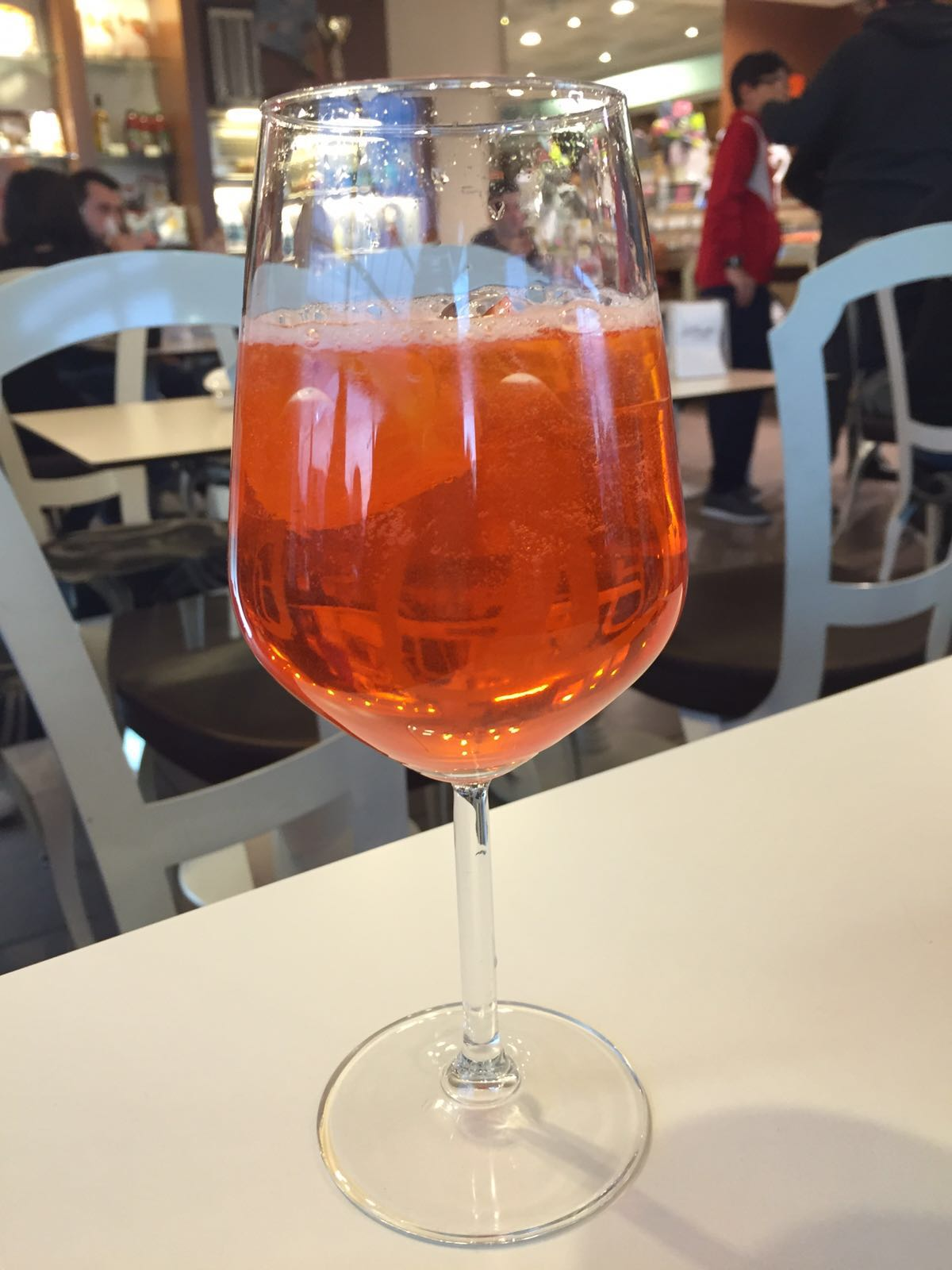
브레시아에서 유래한 피를로, 아페리티프

모든 와인 지역에 널리 퍼져 있는 것은 그라파 생산으로, 특히 브레시아도와 손드리오도에서 그렇다. 특히 발키아벤나는 심플론 터널 개통 전 이탈리아에서 가장 유명한 그라파 생산지 중 하나였다.
현지 그라파 생산자들(grapat de la Val di Giust)은 심플론 고개와의 경쟁으로 인해 역사적인 인적 물적 교류가 단절되면서 발키아벤나의 위기 때문에 이주해야 했다. 헬피(Ghelfi), 베네르(Vener), 레비(Levi), 프랑콜리(Francoli) 가문과 같이 북부 이탈리아의 주요 그라파 생산 가문 중 일부는 발키아벤나에서 유래했다. 그라파와는 다르게 증류되는 임페리얼 드롭스(imperial drops)는 파비아 카르투지아 수도원의 승려들이 생산하는 허브 증류주이다.
전형적인 리큐어로는 발텔리나 산 허브를 침출하여 얻는 브라우리오, 16세기로 거슬러 올라가는 아몬드와 허브로 만든 아마레토 (술), 그리고 밀라노 중심부의 원래 공장에서 생산되는 특유의 쓴 맛이 나는 리큐어인 페르네 브랑카가 있다. 다른 리큐어로는 고수 (식물), 아니스, 오렌지 껍질로 만든 칸초의 베스페트로, 동명의 약사가 밀라노 중심부의 상점에서 만든 라마조티 비터스, 살로 (이탈리아)에서 생산되는 아쿠아 디 투토 체드로(Acqua di tutto cedro), 그리고 노치노가 있다.
대규모 산업 그룹의 나머지 증류주 및 리큐어는 캄파리 그룹, 아페롤의 창시자, 사론노의 일바(Illva), 주카 루바브(Zucca rhubarb) 및 유명한 아마레토 (술) 생산, 그리고 디스틸리에리 프라텔리 브랑카(Distillerie Fratelli Branca)이다.
유명한 롬바르디아 아페리티프는 스틸 화이트 와인과 캄파리로 만드는 피를로이다. 브레시아에서 유래했으며, 더 잘 알려진 스프리츠와 비슷한 개념으로, 스프리츠는 베네토에서 유래했다. 해피 아워 유행으로 피를로에도 캄파리 대신 아페롤(훨씬 알코올 함량이 낮고 복합적이지 않음)을 사용하게 되었다. 피를로는 높은 잔대와 전형적인 벌룬 모양의 잔에 제공된다.

## 같이 보기
- 이탈리아 요리
- 아브루초 요리
- 풀리아 요리
- 아르베레셔 요리
- 에밀리아 요리
- 리구리아 요리
- 만토바 요리
- 바실리카타 요리
- 나폴리 요리
- 피에몬테 요리
- 로마 요리
- 사르데냐 요리
- 시칠리아 요리
- 토스카나 요리
- 베네치아 요리

## 참고 문헌
- Agnoletto, Attilio (1992). 《San Giorgio su Legnano - storia, società, ambiente》.
- Daniela Guaiti (2010). 《Lombardia》. La grande cucina regionale italiana. Verona: Gribaudo.
- Piras, Claudia; Medagliani, Eugenio (2000). 《Culinaria Italy》. Könemann Verlagsgesellschaft mbh. ISBN 3-8290-2901-2.
- “Per un codice della cucina lombarda” (PDF). Regione Lombardia. 2020년 10월 5일에 원본 문서 (PDF)에서 보존된 문서. 2025년 7월 5일에 확인함.
- “Atlante dei prodotti tipici e tradizionali” (PDF). Regione Lombardia. 2018년 12월 13일에 원본 문서 (PDF)에서 보존된 문서. 2025년 7월 5일에 확인함.
- 《Gastronomia》 5, 1982, OCLC 163181971.

## 다른 프로젝트
- Wikibooks에는 롬바르디아 요리의 레시피가 포함되어 있다.